# François Fillon
« Fillon » redirige ici. Pour les autres significations, voir Fillon (homonymie).
Cet article possède un paronyme, voir François Villon.
François Fillon [fʀɑ̃swa fijɔ̃], né le 4 mars 1954 au Mans (Sarthe), est un homme d'État français, notamment Premier ministre de 2007 à 2012.
Membre du Rassemblement pour la République (RPR), il entre en politique en tant qu'assistant parlementaire du député Joël Le Theule, dont il reprend le fief électoral dans la Sarthe. Entre 1981 et 2007, il exerce les mandats de député, de maire de Sablé-sur-Sarthe, de président du conseil général, de président du conseil régional des Pays de la Loire et de sénateur. Dans les années 1980 et 1990, il se réclame du gaullisme social et se rapproche de Philippe Séguin.
Il est ministre de l'Enseignement supérieur et de la Recherche dans le gouvernement Édouard Balladur (1993-1995), puis ministre des Technologies de l'Information et de la Poste (1995) et ministre délégué chargé de la Poste, des Télécommunications et de l'Espace (1995-1997) dans les deux gouvernements d'Alain Juppé.
En 2002, il rejoint l'Union pour un mouvement populaire (UMP) et se voit confier le ministère des Affaires sociales, du Travail et de la Solidarité, où il accomplit des réformes structurelles sur la durée du travail et sur les retraites. En 2004, il devient ministre de l'Éducation nationale. En 2005, après avoir fait voter la loi Fillon pour l'éducation, il quitte le gouvernement.
À la suite de la victoire de Nicolas Sarkozy à l'élection présidentielle de 2007, il est nommé Premier ministre. Conduisant trois gouvernements, il est l'unique chef de gouvernement du quinquennat et le deuxième Premier ministre — après Georges Pompidou — dans l'ordre de durée de présence en continu à Matignon sous la Ve République.
Après avoir été élu député à Paris, il est candidat à la présidence de l'UMP au congrès de l'UMP de 2012, dont il conteste les résultats qui le donnent perdant face à Jean-François Copé. Après plusieurs mois de conflit, il finit par conclure un accord avec ce dernier.
Lors de la primaire présidentielle de la droite et du centre de 2016, il l'emporte face aux favoris, Alain Juppé et Nicolas Sarkozy, en défendant un programme libéral-conservateur. Alors qu'il est devenu le favori de l'élection présidentielle de 2017, son image de probité affichée est remise en question par des révélations successives de la presse conduisant à l’« affaire Fillon ». Il maintient cependant sa candidature et termine en troisième position du premier tour. En juin 2025, il est condamné en appel à cinq ans d’inéligibilité et à une amende de 375 000 euros, pour détournement de fonds publics pour l'emploi fictif de son épouse, Penelope Fillon qui est également condamnée, ainsi qu'à rembourser 800 000 euros à l'Assemblée nationale.
Après l'élection présidentielle de 2017, François Fillon se met en retrait de la vie politique, puis devient membre du conseil d’administration de deux sociétés russes, dont l'une est co-détenue par un oligarque proche du président Poutine. Cette situation provoque la controverse à la suite de l'invasion de l'Ukraine par la Russie, le contraignant à quitter ses fonctions.

## Situation personnelle

### Famille
François Charles Amand Fillon est le fils de l'historienne et professeur d'université Anne Soulet (1931-2012), originaire du Pays basque, et de Michel Fillon, notaire originaire de Vendée (Les Essarts). Tous deux ont été militants gaullistes.
Aîné de quatre garçons, François Fillon grandit, avec ses trois frères, Pierre, Dominique et Arnaud (mort à 18 ans dans un accident), dans la petite ville de Cérans-Foulletourte, dans la Sarthe, où il fréquente l'école communale.
En famille, François prend fait et cause pour sa mère quand la discussion devient orageuse, surtout au retour des traditionnelles vacances en Espagne encore franquiste. Le père, homme d'ordre, disait « au moins ça marche », la mère et le fils tempêtaient contre le dictateur d’extrême-droite : « je quittais la table avant la fin du repas », se souvient-il.
En face de l'école des garçons, l'hôtel-restaurant du Croissant est, dans les années 1960, le siège de l'écurie Austin-Healey pendant les 24 Heures du Mans : dès la fin des cours, le jeune François y admire les Austin-Healey, et y développe une passion pour cette course automobile. Il assiste à cette course dès 1955 avec son grand-père, engagé comme garagiste depuis les années 1920. Son frère Pierre Fillon, passionné lui aussi, devient, en 2012, président de l'Automobile Club de l'Ouest, association organisatrice des 24 Heures du Mans et du championnat du monde d'endurance FIA.
Attiré par l'action, passionné de randonnée en montagne et d’alpinisme, il s'engage chez les scouts et, à l'âge de dix-sept ans, prend la direction d'une troupe.
Durant ses études, il rencontre sa future épouse, Penelope Clarke, née le 31 juillet 1955 dans le sud-est du pays de Galles, en Grande-Bretagne. Tous deux, issus de familles de juristes, sont étudiants en droit à la Sorbonne. Ils se marient le 31 mai 1980 à Sablé-sur-Sarthe et ont cinq enfants : Marie (1982), Charles (1984), avocat, Antoine (1985), banquier, Édouard (1989), investment manager chez Equistone Partners Europe,, et Arnaud (2001), élève à l'ESSEC Business School.
Penelope Clarke n'exerce pas son métier d'avocate et se consacre essentiellement à sa famille. Elle devient, en 2014, conseillère municipale à Solesmes, dans la Sarthe, région d'origine de François Fillon.
Son « château » (comme le précise l'acte notarié) ou « manoir » de Beaucé, est situé dans la commune de Solesmes,. Il comprend notamment quatorze chambres et six hectares de terrain,. François Fillon et son épouse l'ont acquis en 1984 pour la somme de 440 000 euros.

### Études
Il étudie au collège privé de Saint-Michel des Perrais, à Parigné-le-Pôlin.
Il est inscrit ensuite au lycée Notre-Dame de Sainte-Croix, au Mans, d’où il est exclu pendant quelques jours pour indiscipline (pour avoir mené un rassemblement d'élèves demandant la démission d'un professeur d'anglais, qu'il jugeait incompétent) avant d'être réintégré,. Au cours de sa scolarité, ses bulletins scolaires décrivent un élève cancre et indiscipliné, acceptant mal l'autorité.
Il obtient en 1972 un baccalauréat littéraire de justesse. Il envisage à l'époque de devenir journaliste et effectue pendant deux ans des stages d'été à l’AFP, un premier de trois mois auprès de l'agence AFP d’Espagne,, un second, durant l'été 1973, à l’agence AFP de Bruxelles.
Il poursuit des études supérieures à l’université du Maine, au Mans, où il est l'élève de Christian Philip. Il y obtient une maîtrise de droit public en 1976 (à 22 ans). L'année suivante, il obtient un diplôme d'études approfondies (DEA) en droit public de l’université Paris-Descartes.

## Parcours politique

### Débuts
En 1976, il entre dans la sphère politique comme assistant parlementaire de Joël Le Theule, député de la Sarthe, figure du gaullisme social,, et ami de longue date de la famille Fillon. Il dirige la campagne électorale de ce dernier, réélu lors des élections législatives de 1978. En 1977, il adhère au Rassemblement pour la République (RPR) fondé par Jacques Chirac. De 1977 à 1978, il est le chef-adjoint du cabinet de Joël Le Theule, ministre des Transports puis en 1980, après avoir effectué son service militaire, conserve les mêmes fonctions lorsque Joël Le Theule devient ministre de la Défense.
Le 14 décembre 1980, François Fillon est témoin du décès du ministre de la Défense Joël Le Theule, victime d'un malaise cardiaque,. Les médecins auraient tenté pendant trois heures de le réanimer, sans succès. En 1981, il devient chef du service des travaux législatifs et parlementaires au cabinet d'André Giraud, ministre de l'Industrie.
Le 17 avril 1981, son frère Arnaud Fillon, dix-huit ans, trouve la mort dans un accident de voiture.
Après la mort de Joël Le Theule, François Fillon reprend progressivement les mandats de son ancien mentor. Il est d'abord élu conseiller général de la Sarthe, dans le canton de Sablé-sur-Sarthe en février 1981 avec 76 % des voix.

### Ascension locale et nationale
En juin 1981, il est élu député de la 4e circonscription de la Sarthe dès le premier tour, avec 50,14 % des voix, et reprend ainsi le siège de député de Joël Le Theule. À 27 ans, il est alors le benjamin de l'Assemblée nationale.
François Fillon se rapproche de Philippe Séguin, autre jeune député de droite élu en pleine vague socialiste. Ils font alors partie du « Cercle », une association de jeunes députés libéraux ou partisans d'un « gaullisme social » et dans laquelle on retrouve également François d'Aubert, Charles Millon et Michel Noir. Philippe Séguin devient son nouveau mentor en politique, d'autant plus que les relations de François Fillon avec Jacques Chirac, président du RPR, sont médiocres[réf. nécessaire].
Après les élections municipales de 1983, François Fillon est élu maire de Sablé-sur-Sarthe, sa liste ayant recueilli 68,05 % des voix au premier tour. Il conduit la liste RPR dans la Sarthe lors des élections législatives au scrutin proportionnel du 16 mars 1986, et est réélu député ; il devient président de la Commission de la Défense nationale et des Forces armées jusqu'à la fin de la législature.
Il est réélu député dès le premier tour en juin 1988, alors qu'un mois plus tôt, lors de l'élection présidentielle, sa circonscription avait voté François Mitterrand. Il fait alors partie de groupe de jeunes politiques que la presse appelle les « rénovateurs », aux côtés de Philippe Séguin, Michel Noir, Charles Millon, Philippe de Villiers, Bernard Bosson, Michel Barnier, Alain Carignon, François Bayrou, Étienne Pinte et Dominique Baudis.
En 1990, l'échec des rénovateurs lui coûte sa place au bureau national du RPR.
Durant l’été 1992, il soutient la campagne de Philippe Séguin contre la ratification du traité de Maastricht (mais n'est pas présent au vote parlementaire). En avril 1992, François Fillon est élu président du conseil général de la Sarthe par 16 voix contre 15 à Roland du Luart, ce qui constitue une surprise.

### Ministre des gouvernements Balladur et Juppé
Lors des élections législatives de 1993, il est réélu dès le premier tour avec 58,58 % des voix. François Fillon entre ensuite au gouvernement Édouard Balladur où il devient ministre de l'Enseignement supérieur et de la Recherche.
En 1995, contrairement à Philippe Séguin, qui choisit de soutenir Jacques Chirac, François Fillon prend position en faveur d’Édouard Balladur lors de l'élection présidentielle. Le 18 mai 1995, François Fillon devient ministre des Technologies de l'information et de la Poste, puis, en novembre 1995, ministre délégué à la Poste, aux Télécommunications et à l'Espace.
En 1996, il propose un amendement à la loi de réglementation des télécommunications (dit « amendement Fillon ») visant notamment à rendre les fournisseurs d’accès pénalement responsables des contenus des services ayant fait l’objet d’un avis défavorable du Comité supérieur de la télématique (émanation du CSA) et donc à censurer de façon indirecte Internet. Cet amendement a été censuré par le conseil constitutionnel le 23 juillet 1996,.
François Fillon est réélu député en juin 1997 au second tour, face à Gérard Saudubray avec 52,7 % des suffrages exprimés.

### Rapprochement avec Jacques Chirac
En 1998, en concurrence avec l’ancien ministre des Affaires étrangères Hervé de Charette, il est élu président du conseil régional des Pays de la Loire, en prenant la succession d'Olivier Guichard, gaulliste historique et président depuis 1974, qui lui apporte son soutien.
En 1999, quand Séguin démissionne soudainement de la présidence du RPR peu de temps avant les élections européennes, Fillon soutient et seconde Nicolas Sarkozy, président par intérim, aux côtés de Roger Karoutchi, un autre séguiniste. L'échec de la liste RPR/DL aux élections européennes, arrivée derrière celle menée par Charles Pasqua et Philippe de Villiers, conduit le RPR à se réorganiser. Les 50 000 militants du mouvement gaulliste sont alors appelés pour la première fois à élire leur président, lors d'une consultation organisée le 20 novembre et le 4 décembre 1999. Bien qu'ayant d'abord apporté son soutien à Nicolas Sarkozy, encore hésitant sur l’idée de concourir au poste, François Fillon décide finalement de se présenter à la présidence du parti. Sarkozy renonce finalement, et Fillon se retrouve alors face à Jean-Paul Delevoye, Michèle Alliot-Marie et Patrick Devedjian. Réalisant le score de 25 % des suffrages exprimés, Fillon n'accède pas au second tour. Il apporte son soutien à Michèle Alliot-Marie, qui est élue présidente du RPR. Il reste conseiller politique du RPR jusqu'en mars 2001.
À partir de 2000, avec le soutien de Jérôme Monod,, conseiller politique à l'Élysée, Fillon se rapproche du président Jacques Chirac, avec qui les rapports avaient toujours été froids. Sur le plan local, Fillon ne se représente pas à Sablé aux élections municipales de 2001, mais à Solesmes, où il possède le manoir de Beaucé,. Il garde un ancrage local en devenant président de la communauté de communes de Sablé-sur-Sarthe en avril 2001.
Au niveau national, aux côtés de Philippe Douste-Blazy, Alain Juppé et Nicolas Sarkozy, François Fillon participe à la mise au point du programme électoral du président de la République pour la campagne présidentielle de 2002. Pour la première fois, le député de la Sarthe lui apporte son soutien politique dès le premier tour d’une campagne présidentielle. Contre l’avis de la présidente du RPR, Michèle Alliot-Marie, du président de Démocratie libérale, Alain Madelin, et du président de l'UDF François Bayrou, François Fillon suggère à Jacques Chirac la création d'un grand parti unique présidentiel dont les prémices sont Alternance 2002 puis l'Union en mouvement (UEM).

### Ministre des Affaires sociales des gouvernements Raffarin I et II

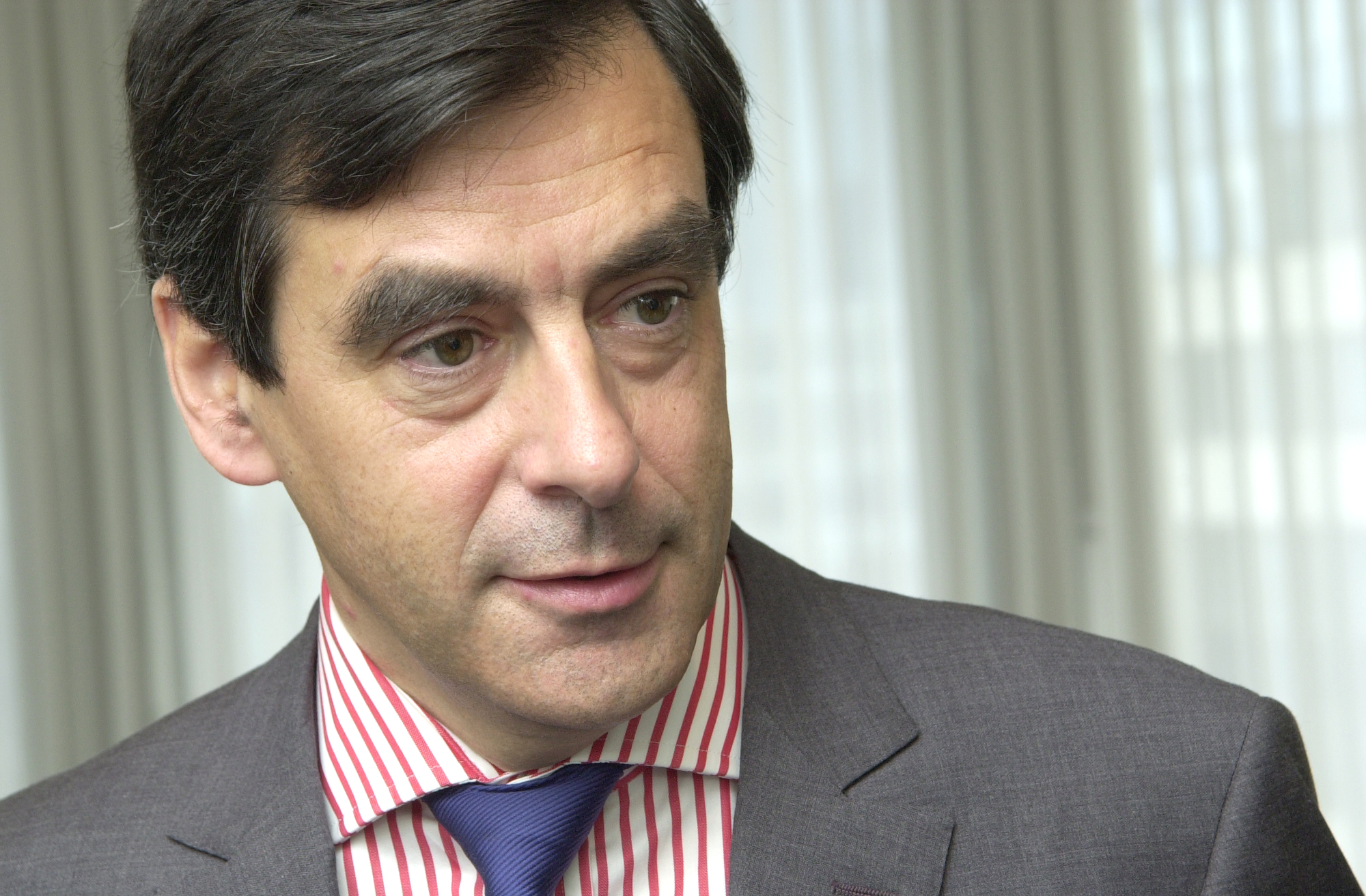
François Fillon en tant que ministre des Affaires sociales en 2002

Au lendemain de la réélection de Jacques Chirac, le 6 mai 2002, Jean-Pierre Raffarin est nommé Premier ministre. François Fillon devient le numéro 3 du gouvernement Raffarin dans l'ordre protocolaire, derrière Nicolas Sarkozy, ministre de l'Intérieur. Alors qu'il espérait obtenir le portefeuille de la Défense, François Fillon se voit attribuer celui du ministère des Affaires sociales, du Travail et de la Solidarité sur recommandation notamment de Nicole Notat, ancienne patronne de la CFDT, et de Jérôme Monod.
Il démissionne alors de son mandat de président du conseil régional des Pays de la Loire, étant remplacé par Jean-Luc Harousseau, et se fait réélire député (dorénavant UMP) en juin 2002, dès le premier tour de scrutin, avec 55,21 %, des voix. Étant ministre, il laisse son siège de député à son suppléant, âgé de 34 ans, Marc Joulaud.
François Fillon préside la fédération UMP de la Sarthe jusqu'à sa candidature aux élections législatives de 2012 à Paris,.

#### Réforme des retraites de 2003
François Fillon conduit la réforme sur le régime des retraites, qui est alors déficitaire. Cette loi étend notamment la réforme Balladur de 1993 à la fonction publique, repousse l’âge de départ à la retraite, augmente les cotisations, et favorise l'épargne individuelle. Le 13 mai 2003, un à deux millions de salariés manifestent à Paris et dans les grandes villes de France contre cette réforme, une mobilisation sans précédent depuis le mouvement de 1995.
Deux jours plus tard, le 15 mai 2003, un accord est conclu entre le gouvernement et cinq syndicats, dont la CFDT et la CGC, ce qui marque la rupture de l'unité syndicale. François Fillon fait des concessions sur la gestion des longues carrières, sur ordre du Premier ministre Jean-Pierre Raffarin. La CGT et FO, majoritaires dans la fonction publique et hostiles à l’accord, tentent sans succès des actions pour contrer l'alignement de la durée de cotisation des fonctionnaires sur celle des salariés.
Pour bénéficier d'une retraite à taux plein, la loi prévoit l'allongement à 40 années d'activités pour tous les actifs en 2008, 41 ans en 2012 et 42 ans en 2020. Le journal La Tribune estime que François Fillon est parvenu à gagner des « galons d'homme d'écoute et de dialogue », « l'estime des organisations syndicales » et qu'il a démontré « une bonne connaissance des dossiers ». Selon la Caisse nationale d’assurance vieillesse, le bilan de la réforme « apparaît mitigé ».

#### Autres réformes économiques
Parallèlement, François Fillon annonce plusieurs initiatives comme le contrat initiative emploi, la création du revenu minimum d'activité (RMA), le contrat d'insertion dans la vie sociale et un train de mesures pour favoriser l'emploi des plus de 45 ans.
Il conduit également un assouplissement des 35 heures (en modifiant le calcul des heures supplémentaires), et mène de front plusieurs réformes comme celles concernant les contrats jeune en entreprises pour les 16-22 ans sans qualification (en procédant à l'exonération des cotisations sociales pendant deux ans), supprimant au passage les « emplois-jeunes » créés en 1997 par Martine Aubry (380 000 jeunes concernés) et réduisant considérablement les « contrats Emploi Solidarité » de Michel Rocard (contrats aidés pour 260 000 travailleurs en situation difficile), ou l’harmonisation des 6 SMIC existants (dont le niveau est relevé pour deux tiers des bénéficiaires).
L'une de ses mesures les plus impopulaires est le projet de limiter à deux ans le versement de l'allocation de solidarité spécifique pour les chômeurs en fin de droits, qui suscite de vives réactions à l'Assemblée nationale et l'indignation du futur président du Modem François Bayrou, alors à la tête de l’UDF; Jacques Chirac fera suspendre ce projet le 1er avril 2004 avec le changement de gouvernement.

#### Canicule de 2003
En septembre, François Fillon annonce 40 millions d'euros de crédits d'urgence pour les personnes âgées (13 millions pour les services de soins infirmiers à domicile et 27 millions pour les maisons de retraite) pour financer les heures supplémentaires et les remplacements de personnels.

#### Alternative potentielle à Nicolas Sarkozy
Peu après le début du quinquennat de Jacques Chirac, François Fillon apparaît « premier ministrable ». Les médias soulignent alors ses prises de position contre Nicolas Sarkozy, membre le plus populaire du gouvernement. Quand ce dernier propose, en novembre 2003, d'instituer la discrimination positive, François Fillon s'y oppose, en déclarant qu'elle est « techniquement, juridiquement et politiquement inconcevable ».
À la fin de l'année 2003, François Fillon déclare s'être senti instrumentalisé par Jacques Chirac lorsqu'il se rend compte, que son train de réformes est gelé et que, notamment, sa réforme de l'ANPE et de l'Unédic, qu'il estime fondamentale, est refusée par le président de la République. Il renonce à s’opposer à Nicolas Sarkozy quand celui-ci se présente pour succéder à Alain Juppé à la présidence de l'UMP. Son revirement transparaît quand il récuse le « tout sauf Sarkozy » dans un entretien au journal Le Parisien le 12 février 2004 et reconnaît la légitimité de ce dernier à être candidat à l'élection présidentielle. Ce rapprochement avec Sarkozy, que Fillon justifie par la nécessité de conclure des alliances pour progresser, lui vaut alors l'hostilité des chiraquiens, en particulier de Jean-Pierre Raffarin, potentiel candidat à la présidence de l'UMP, et de Jérôme Monod. François Fillon impose des conditions à Nicolas Sarkozy pour officialiser cette alliance, et relance son association France.9. Il exige du candidat à la présidence de l'UMP que ce dernier accepte en son sein l'existence de différentes mouvances politiques. Finalement, Fillon est intégré dans la nouvelle équipe dirigeante proposée par Nicolas Sarkozy pour prendre en charge le projet de réforme des statuts de l’UMP, et il participe à leur premier meeting commun à Bourges le 7 octobre 2004. Une fois Nicolas Sarkozy président de l'UMP, François Fillon devient conseiller politique de l’UMP.

#### Défaite aux élections régionales de 2004
Ayant dû céder la présidence du conseil régional à la suite de son entrée au gouvernement, il se représente en Pays de la Loire lors des élections régionales de mars 2004, à la tête d'une liste soutenue par Philippe de Villiers (MPF) en Vendée, par Jean Arthuis (UDF) en Mayenne et par Roselyne Bachelot en Maine-et-Loire. En 2003, il avait lancé le pôle santé Sarthe et Loir au Bailleul pour favoriser la venue de spécialistes de toutes disciplines, pour que les habitants soient mieux pris en charge sur le plan médical.
Au soir du premier tour, le 21 mars 2004, la liste conduite par François Fillon arrive en ballotage favorable face à la liste de gauche conduite par Jacques Auxiette, alors que sur le plan national, les résultats sont une déroute pour la droite, y compris dans ses bastions autrefois traditionnels comme l’Île-de-France, la Provence-Alpes-Côte d'Azur ou l'Auvergne. La région Pays de la Loire est cependant considérée comme difficilement prenable par la gauche.
Pourtant, le 28 mars 2004, les Pays de la Loire basculent à gauche par 52,35 % des voix, contre 47,65 % à la liste de la majorité. Le choc est d'autant plus rude pour François Fillon que c'est son département, la Sarthe, qui provoque l'échec, la Vendée, la Mayenne et le Maine-et-Loire ayant voté majoritairement pour sa liste. Il annonce lui-même sa défaite, alors que les résultats ne sont pas définitifs, en parlant de « 21 avril à l'envers », formule qui lui sera ensuite reprochée par Jacques Chirac et les chiraquiens ; il déclare également qu'« on ne peut pas réformer sans avoir le soutien du peuple ». Lors d'une conférence de presse dans la soirée, commentant les résultats nationaux, il dit espérer que « le président de la République en tirera les enseignements ».
François Fillon connaît ainsi son premier échec électoral en 23 ans de carrière. Cette défaite le retire de la liste des premiers ministrables, même si, selon lui, elle ne traduit pas un rejet de la politique sociale du gouvernement mais une impatience face aux changements trop lents à se mettre en place. Ce constat n'est pas celui de Jacques Chirac.

### Ministre de l'Éducation nationale dans le gouvernement Raffarin III
François Fillon fait partie du troisième gouvernement de Jean-Pierre Raffarin, formé le 31 mars 2004, après l'échec de la droite aux élections régionales. Il est nommé ministre de l’Éducation nationale, de l'Enseignement supérieur et de la Recherche alors qu'il espérait toujours le portefeuille de la Défense. Encore numéro 3 du gouvernement, il en devient le numéro 2 après la démission de Nicolas Sarkozy de ses fonctions de ministre de l'Économie et des Finances, en novembre 2004.

#### Élection au Sénat
Le 26 septembre 2004, François Fillon est élu sénateur de la Sarthe, mais en raison de sa présence au gouvernement, il laisse son siège à son suppléant Jean-Pierre Chauveau,.

#### Réformes et manifestations étudiantes
Il décide d'orienter son action autour de trois priorités : l'apprentissage des fondamentaux en primaire, la lutte contre l'échec scolaire, et la réussite des élèves en zones défavorisées. Il lui revient aussi de rédiger une nouvelle version de la circulaire sur les signes religieux à l'école. À la rentrée scolaire de 2004, il lance l'opération « micro-portable étudiant ». Sa discrétion lui vaut d'être qualifié par le Premier ministre de « maillon faible du gouvernement ».
Son grand projet pour l'école est présenté le 18 novembre 2004. Sa réforme prévoit l'enseignement d'une langue vivante dès le CE2, un nouveau baccalauréat comprenant un contrôle continu, avec un nombre d'épreuves finales ramené de douze à six, la suppression des travaux personnels encadrés, un brevet obligatoire pour les classes de troisième et la réhabilitation du redoublement. La refonte du baccalauréat cristallise les mécontentements.

#### Traité constitutionnel européen
Une fois sa réforme passée, François Fillon participe à la campagne référendaire sur le traité constitutionnel européen, qu'il approuve parce que, selon lui, il vient combler les lacunes du traité de Maastricht. Cependant, le 29 mai 2005, le « non » l'emporte par 54,7 % des suffrages ; la Sarthe vote également « non » à 57,4 %. Après ce scrutin, Jean-Pierre Raffarin démissionne de son poste de Premier ministre le 30 mai. Le chef de l'État choisit Dominique de Villepin pour succéder à Raffarin et demande à Nicolas Sarkozy de revenir au gouvernement, tout en restant président de l'UMP.

### Soutien à Nicolas Sarkozy et campagne présidentielle
Le 1er juin 2005, François Fillon n'intègre pas le gouvernement de Dominique de Villepin. Peu de temps après la formation du nouveau gouvernement, il déclare à un journaliste du Monde qu'il est le seul à avoir mené neuf réformes législatives, et que lorsque le bilan du mandat de Jacques Chirac sera fait, « on ne se souviendra de rien, sauf de [ses] réformes », propos qu'il nuancera plus tard comme celui d'« un accès de colère et de vanité ». Il estime payer pour les manifestations massives contre ses réformes des retraites et de l’école, mais aussi pour son rapprochement politique avec Nicolas Sarkozy.
Il annonce qu'il va dès lors « s'investir à fond dans l'UMP, préparer les échéances futures pour Nicolas Sarkozy en 2007 », et qu'en le refusant dans le nouveau gouvernement, on a fait de lui « un directeur de campagne avant l'heure ». Cette attitude, qui marque une rupture définitive avec Jacques Chirac, surprend la classe politique, peu habituée à ces emportements de la part de quelqu'un qui était perçu comme pondéré, voire en retrait.
Il retourne alors sur ses terres à Sablé, et se fait élire de nouveau sénateur le 18 septembre 2005. Il exerce ce mandat jusqu'à sa nomination comme Premier ministre, mais se montre peu productif au Sénat, ne rédigeant qu'un seul amendement et une seule question parlementaire en 21 mois.
Parallèlement, il contribue pendant deux ans à la mise au point du programme de l’UMP, en vue de l'élection présidentielle de 2007, participant à de nombreuses conventions thématiques. Aux côtés notamment d’Emmanuelle Mignon, il travaille sur le programme du parti pour l'élection présidentielle. Sur les 200 propositions émises par les groupes de réflexion qu’il coordonne, 30 sont retenues pour constituer l'axe majeur du projet de l’UMP. Bien qu’il n'apparaisse pas dans l’organigramme officiel de campagne de Nicolas Sarkozy, François Fillon devient l’un de ses collaborateurs principaux aux côtés de Claude Guéant, le directeur de la campagne présidentielle, et de David Martinon, le chef de cabinet du candidat à la présidence de la République.
En septembre 2006, sans consulter Nicolas Sarkozy, François Fillon commence à s’impliquer concrètement dans les médias et annonce qu’en cas de victoire de ce dernier, les régimes spéciaux de retraites seront réformés dès le début de la législature. Si ces propos provoquent un tollé dans la classe politique et chez les syndicats, ils sont approuvés par Nicolas Sarkozy et par l'opinion publique.

### Premier ministre sous la présidence de Nicolas Sarkozy

#### Gouvernement Fillon I

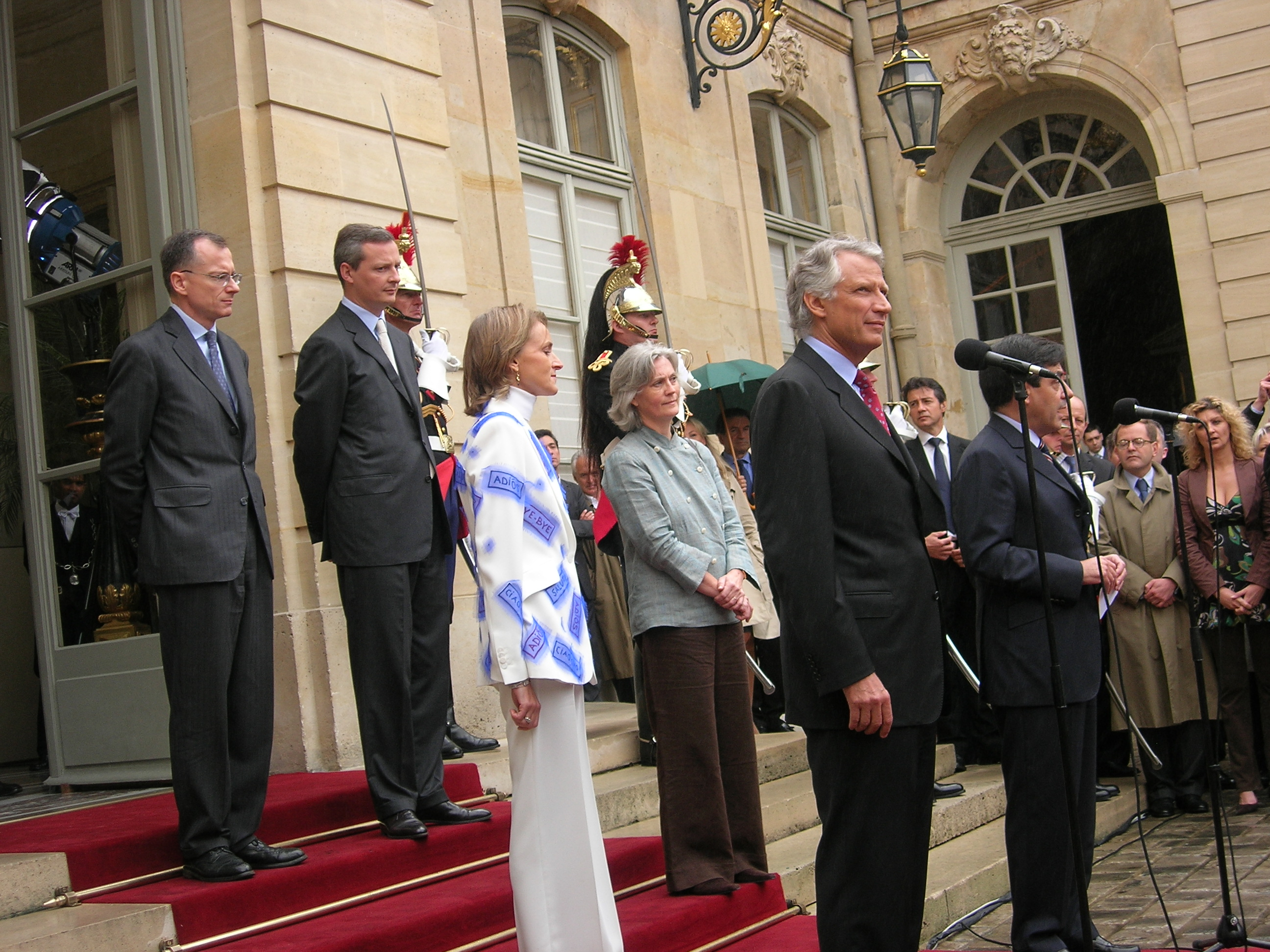
Passation de pouvoir entre Dominique de Villepin et François Fillon à Hôtel de Matignon, 17 mai 2007.

Le 6 mai 2007, Nicolas Sarkozy est élu président de la République avec 53,06 % des suffrages contre 46,94 % pour la candidate PS Ségolène Royal. François Fillon est parmi les proches et intimes du nouveau président, qui célèbrent le soir même la victoire par un dîner au Fouquet's, et plus tard, est sur la scène dressée place de la Concorde devant 30 000 personnes venues célébrer la victoire,.
Le 17 mai 2007, un communiqué de l’Élysée annonce la nomination de François Fillon au poste de Premier ministre. À 53 ans, il est le 19e Premier ministre de la Ve République. Le sondage réalisé par l'institut CSA-Cisco indique que 54 % des Français sont satisfaits de ce choix.
Pour la formation du gouvernement, il pousse les nominations de Roselyne Bachelot, de Laurent Wauquiez et de Roger Karoutchi. Le premier gouvernement Fillon est resserré autour de quinze ministres, et marqué par la parité au niveau des ministres (huit hommes et sept femmes) — mais moins pour celui des secrétaires d'État. Le ministère de l'Économie, des Finances et de l'Industrie est scindé en deux, avec d'un côté le ministère de l'Économie, de l'Industrie et de l'Emploi et de l'autre le ministère du Budget, des Comptes publics et de la Fonction publique. Enfin, ce premier gouvernement est marqué par une ouverture politique vers des personnalités venues du centre (Hervé Morin, alors membre de l'UDF), du Parti socialiste (Bernard Kouchner et Éric Besson, deux ex-membres du PS, l'un exclu après l'élection, l'autre pendant la campagne), ainsi que de la gauche (Jean-Pierre Jouyet) et de la société civile (Martin Hirsch). Cette ouverture envers des individualités de l'opposition n'est d'ailleurs pas tout à fait une première, puisque Michel Rocard, en 1988, avait tenté une opération similaire, mais uniquement avec des centristes. Le second gouvernement Fillon confirmera ces choix, mais avec une équipe élargie.

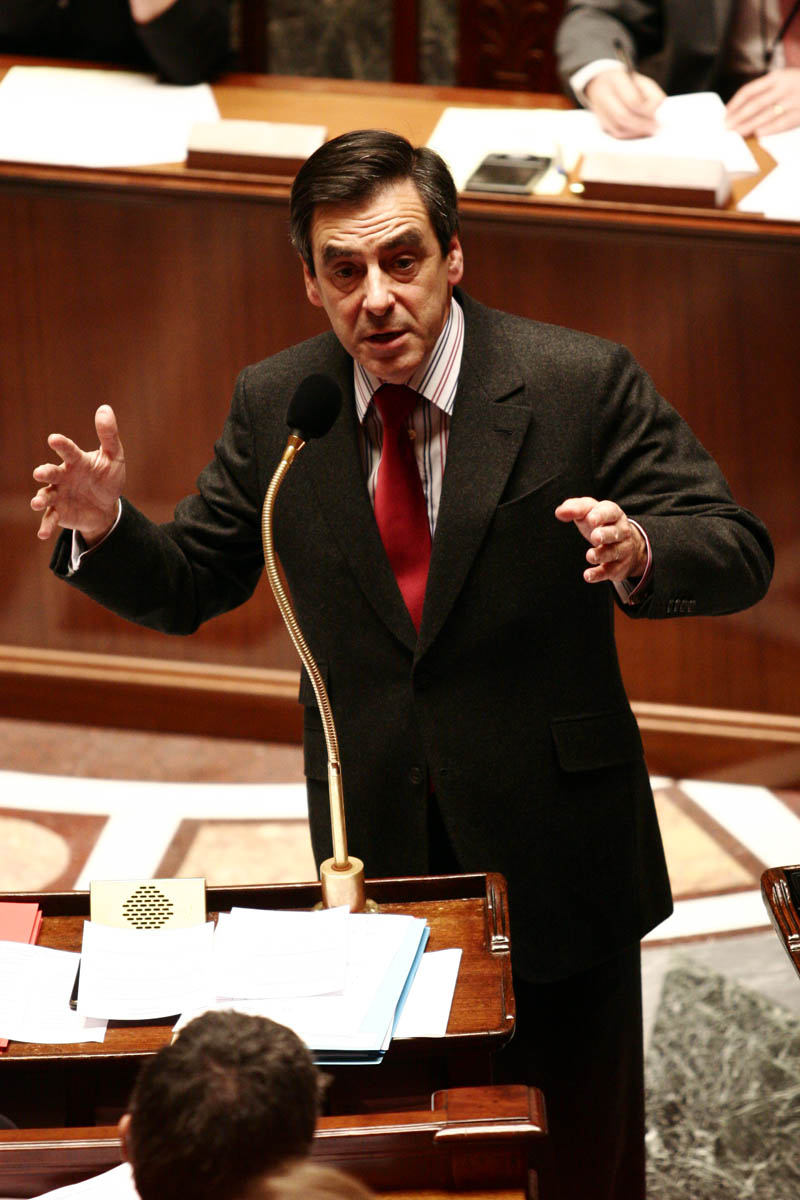
François Fillon à l'Assemblée nationale, le 18 décembre 2007.

À peine 48 heures après sa nomination, François Fillon revient à Sablé, où il se recueille devant la tombe de Joël Le Theule, à qui il rend hommage avant de lancer la campagne des élections législatives. Il s'implique totalement dans la campagne nationale, et est élu député dès le premier tour, dans la 4e circonscription de la Sarthe, le 10 juin 2007 avec 53,40 % des voix. Cependant, ses déclarations, entre les deux tours de l'élection, qui suivent celles de Jean-Louis Borloo sur l'ouverture du chantier de la TVA sociale, voire de l'augmentation de la TVA de 5 points afin de financer la protection sociale, coûtent quelques sièges de députés à l'UMP, qui obtient néanmoins 320 des 577 sièges, soit la majorité absolue.

#### Gouvernement Fillon II

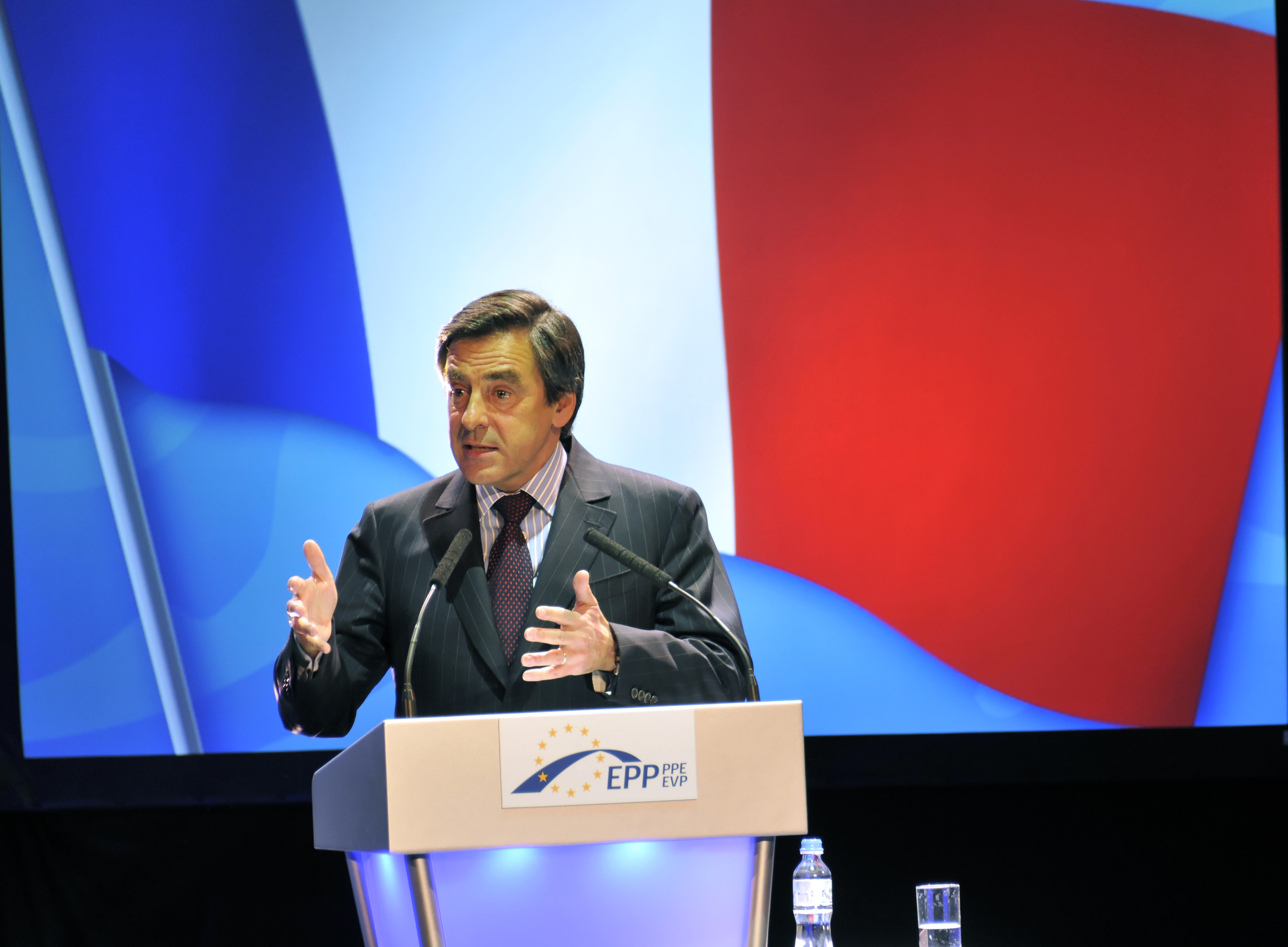
François Fillon en 2009.

Dès l'été 2007, les premières mesures du gouvernement semblent indiquer une diminution du rôle même de Premier ministre, Nicolas Sarkozy semblant vouloir prendre en main directement les dossiers avec les ministres, en particulier médiatiquement. Les observateurs de gauche et de droite parlent assez rapidement d'« hyper présidence ». Les proches de Fillon soulignent que cette discrétion de sa part est conforme à chacune de ses entrées en fonction. Par ailleurs, le nouveau chef du gouvernement lui-même fut durant les années 2000 partisan de la présidentialisation de la Ve République et évoquait déjà en 2000, dans le cadre d’une large réforme constitutionnelle, la suppression du poste de Premier ministre. La presse pose la question du rôle de François Fillon (« qui gouverne ? »). Ses déplacements à Bruxelles au sommet du Parti populaire européen passent inaperçus dans les médias, tout comme ses rencontres avec José Manuel Barroso (président de la Commission européenne), Hans-Gert Pöttering (président du Parlement européen), et enfin Jean-Claude Juncker (président de l'Eurogroupe), alors que Nicolas Sarkozy monte en première ligne sur les dossiers brûlants comme celui de la restructuration d’Airbus, ou la relance de la réforme constitutionnelle européenne. Fillon doit aussi supporter les déclarations des conseillers de l’Élysée, tels que Henri Guaino ou Claude Guéant. Ainsi, la veille du discours de politique générale du Premier ministre à l'Assemblée nationale, le 2 juillet 2007, le secrétaire général de l'Élysée, Claude Guéant, dévoile dans le journal La Tribune une partie de la déclaration que François Fillon doit effectuer. Le lendemain, François Fillon prononce son discours, dans lequel il annonce notamment sa volonté de moderniser les institutions et se porte garant de la rupture sarkozienne. Il obtient la confiance de 321 députés contre 224.
Plusieurs différends surgissent durant l'été 2007 entre François Fillon et l'équipe élyséenne. Il est ainsi désavoué quand il envisage l'extension du service minimum à tous les services publics, y compris l'éducation nationale. Il renâcle publiquement quand il est qualifié de « collaborateur » par Nicolas Sarkozy au cours d'un déjeuner de celui-ci avec la presse quotidienne régionale le 21 août 2007,. Enfin, il contrarie le président en annonçant que la réforme des régimes spéciaux est prête et n'attend plus que le feu vert de l’Élysée[réf. nécessaire]. La problématique de la pacification des relations toujours franches entre les deux hommes revient cependant rapidement. Le 21 septembre 2007, il déclare que la France est en « situation de faillite ».
François Fillon, conformément à la tradition inaugurée sous de la présidence de Valéry Giscard d'Estaing, est décoré de la grand croix de l'ordre national du mérite par le président Nicolas Sarkozy, à l'issue du Conseil des ministres du 21 novembre 2007. Les premières semaines de l’année 2008 apparaissent pour lui comme une période de relatif état de grâce dans l’opinion, alors qu’il dépasse pour la première fois largement Nicolas Sarkozy dans les sondages de popularité, y compris parmi l'électorat traditionnel de l'UMP. Cette situation, sans précédent sous la Ve République en début de mandat d'un Président, suscite des analyses politiques diverses, y compris hors de France.

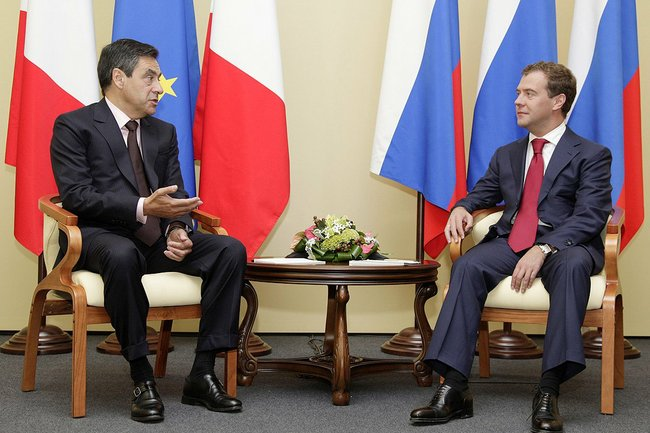
François Fillon et le président de la fédération de Russie Dmitri Medvedev, le 14 septembre 2009.

Au printemps 2008, les relations entre Sarkozy et Fillon semblent à nouveau se tendre, du fait de la constitution par l'Élysée d'un groupe des sept ministres chargés de relayer la parole présidentielle,.
En novembre 2009, François Fillon reçoit son homologue russe Vladimir Poutine en visite officielle à Paris, et le partenariat entre la France et la Russie se traduit à cette occasion par la signature de nombreux accords commerciaux, dans les domaines de l'énergie, de la défense et de l'automobile.
François Fillon inaugure une mosquée à Argenteuil le 28 juin 2010. C'est la première fois sous la Cinquième République qu'un Premier ministre français inaugure une mosquée.
Le 16 juillet 2010, alors qu'il est prévu que la France réduise de cinq points son déficit public en trois ans, il évoque pour la première fois une politique de « rigueur », à laquelle échappent « le budget de l'enseignement supérieur et de la recherche », précisant quelques jours plus tard qu'il s'agit d'une « politique de rigueur s'agissant de la dépense » et non pas « une politique économique de rigueur ». À l'automne 2010, alors que le ministre du Travail Éric Woerth est affaibli par l'affaire Bettencourt, il reprend la main sur la réforme des retraites. Par ailleurs, confirmant selon l'opposition l'existence de certaines pratiques concernant l'affaire Woerth-Bettencourt, les services de Matignon rappellent début novembre au ministère de l'Intérieur les principes encadrant les écoutes de journalistes, François Fillon affirmant à l'Assemblée : « L'intérêt national commande l'action des services de renseignement dans le strict respect des libertés publiques ».
Il remet sa démission au soir du 13 novembre 2010 au président de la République. Le gouvernement Fillon II est, en durée, le deuxième gouvernement le plus long de la Ve République après celui de Lionel Jospin.

#### Gouvernement Fillon III

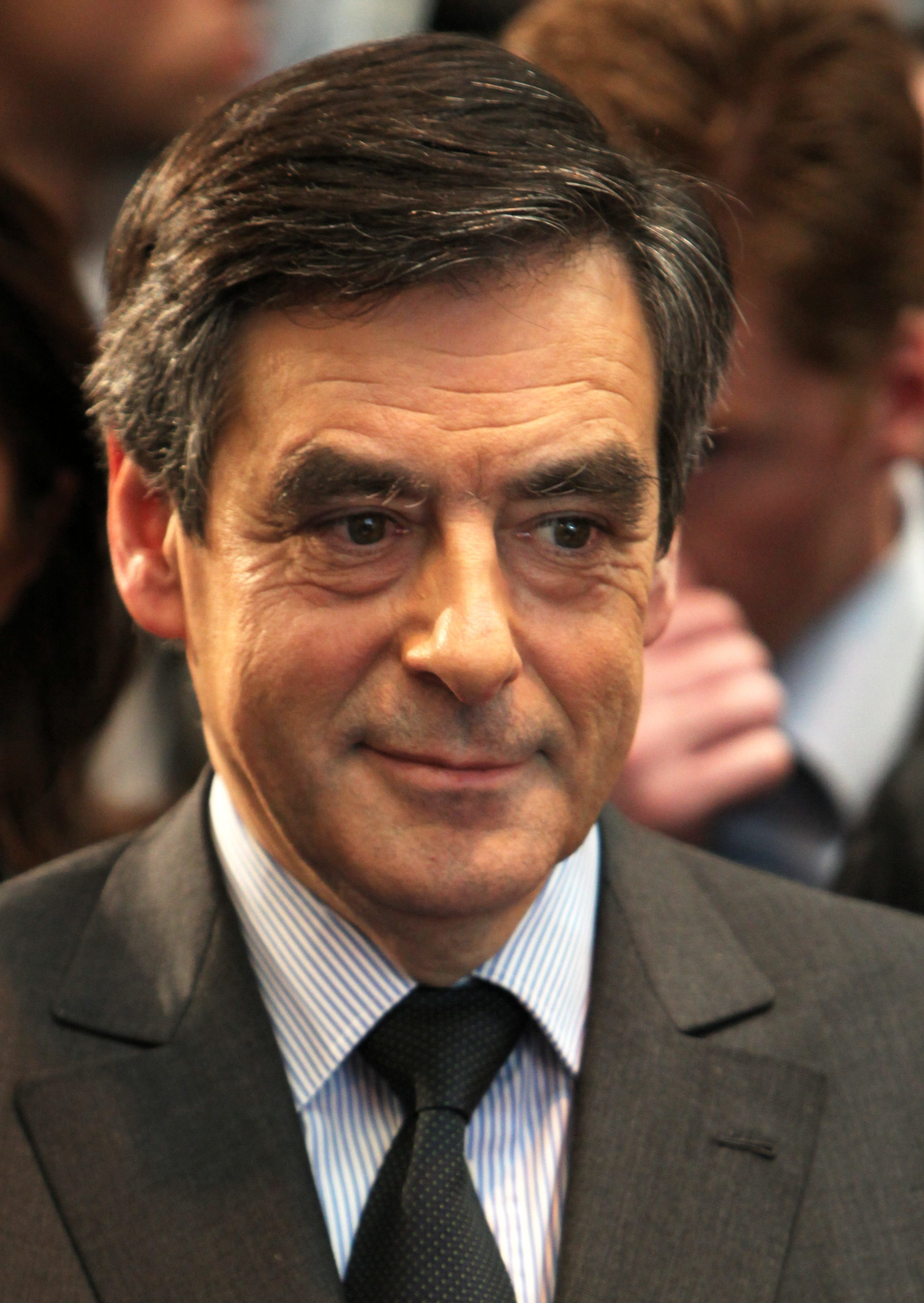
François Fillon en 2012.

Il est reconduit dans ses fonctions par Nicolas Sarkozy le lendemain, le 14 novembre 2010. Il aurait été maintenu pour satisfaire aux exigences d'Alain Juppé, ce dernier refusant de revenir dans un gouvernement mené par Jean-Louis Borloo, mais aussi grâce au soutien des parlementaires UMP. Le nouveau gouvernement, composé de 31 membres, signe le retour d'Alain Juppé et de Xavier Bertrand, ainsi que le départ de plusieurs ministres, dont Éric Woerth, et plusieurs personnalités d'« ouverture », comme Bernard Kouchner, Jean-Marie Bockel et Fadela Amara ; il est qualifié de gouvernement « estampillé RPR » par l'opposition et une partie des élus du Nouveau Centre et du Parti radical, qui s'estiment lésés, avec le départ d'Hervé Morin, de Jean-Louis Borloo et de plusieurs des leurs, et ce malgré la nomination de Michel Mercier au ministère de la Justice, et l'arrivée de Maurice Leroy au ministère de la Ville. Pour la presse française et étrangère, ce changement de gouvernement marque un « rééquilibrage des pouvoirs au profit du Premier ministre »,,. Le 24 novembre 2010, le Premier ministre tient un discours de politique générale à l'Assemblée nationale, dans lequel il affirme que « l'impopularité d'un jour peut devenir l'estime du lendemain » ; lors du vote de confiance qui suit cette déclaration, le nouveau gouvernement obtient la confiance de 326 députés contre 226.
Ce gouvernement connaît un remaniement le 27 février 2011, à la suite des printemps arabes. Au poste de ministre des Affaires étrangères, Alain Juppé remplace Michèle Alliot-Marie, mise en cause dans les médias pour ses vacances en Tunisie fin décembre 2010, dans le contexte d'une révolte populaire qui allait renverser le président Ben Ali au mois de janvier 2011. Ce même mois de février 2011, François Fillon n'échappe pas à une polémique, après avoir indiqué avoir été invité à Noël 2010 par le président égyptien Moubarak pour passer une semaine de vacances en famille aux frais de l'État égyptien. Au cours de ce voyage, il s'était rendu à la cathédrale d'Assouan pour manifester la solidarité de la France vis-à-vis de la communauté copte d'Égypte, visée par un attentat à Alexandrie pendant la nuit du Nouvel An.
À la suite du premier tour des élections cantonales de mars 2011, qui ont vu une poussée du Front national, il défend l'instauration d'un « Front républicain » contre le FN, en se démarquant des responsables UMP Jean-François Copé et Xavier Bertrand, mais aussi, selon certains observateurs, de Nicolas Sarkozy, déclarant : « En cas de duels PS-FN, il faut voter contre le FN ». Début septembre 2013, il nuance cette position en considérant qu'il faut voter pour « le moins sectaire », en reconnaissant « qu'il peut arriver » qu'un candidat PS le soit plus qu'un candidat FN.
Le 24 août 2011, le Premier ministre, lors d'une conférence de presse tenue à l'hôtel Matignon, présente un plan d'économies de 12 milliards d'euros pour 2011 et 2012, afin de compenser le ralentissement de la croissance économique. Il annonce notamment l'instauration d'une taxe exceptionnelle sur les revenus fiscaux supérieurs à 500 000 euros par an, une modification de la taxation des plus-values immobilières, une hausse des prélèvements sociaux sur les revenus du capital, l'augmentation des prix du tabac, de l'alcool et des boissons avec des sucres ajoutés.
En octobre 2011, François Fillon annonce sa décision de quitter la Sarthe, afin de présenter sa candidature aux élections législatives de 2012 dans la deuxième circonscription de Paris. Par ailleurs, François Fillon est à l'origine du label Grande Cause nationale accordé à la cause de l'autisme en 2012.
Le 22 février 2012, le Premier ministre est également chargé d'exercer les fonctions de ministre de l'Écologie, du Développement durable, des Transports et du Logement du fait de la démission de Nathalie Kosciusko-Morizet, nommée porte-parole de la campagne de Nicolas Sarkozy.
À la suite de la victoire de François Hollande à l'élection présidentielle, il remet le 10 mai 2012, la démission de son gouvernement au président Nicolas Sarkozy, qui le démet de ses fonctions le jour même, mais le charge néanmoins d'expédier les affaires courantes jusqu'à la nomination de son successeur. Le 15 mai 2012, Jean-Marc Ayrault lui succède en devenant le nouveau Premier ministre.

### Député de Paris et congrès de l'UMP de 2012
Après l'élection présidentielle de 2012, il devient l'une des personnalités politiques les plus appréciées des Français. Le sondeur Jérôme Sainte-Marie relève qu'« il n'a pas été rejeté comme l'a été le président puis le candidat Nicolas Sarkozy. Il a eu la chance de ne pas faire campagne. Il apparaît donc comme beaucoup plus modéré. Du coup, il reste apprécié à droite tout en bénéficiant de possibles ouvertures à gauche ». Par ailleurs, il a « toujours réussi à incarner un sens de l'État, plus modéré, en se positionnant en demi-teinte par rapport à Nicolas Sarkozy ».

François Fillon avec Jean-François Copé, lors d'une réunion publique de l'UMP, en 2010.

Peu après la défaite de Françoise de Panafieu lors des élections municipales de 2008 à Paris, il « évoque devant ses proches la possibilité de lâcher sa circonscription de la Sarthe pour rejoindre la capitale », voyant alors dans la mairie de Paris « un tremplin parfait pour 2017 » selon Mediapart. Dès 2011, les soutiens parisiens de François Fillon, Philippe Goujon (président de la fédération UMP de Paris) et Jean-François Lamour (président du groupe UMP au conseil de Paris), avancent publiquement l'idée d'une candidature à la mairie de Paris en 2014 du Premier ministre. En vue des élections législatives de 2012, l'UMP prépare ainsi son « parachutage » dans la nouvelle deuxième circonscription de Paris, bastion de droite résultant de la fusions des circonscriptions dans lesquelles sont élus les députés sortants Martine Aurillac et Jean Tiberi : ce dernier est prêt à renoncer à un nouveau mandat si le Premier ministre se présente. François Fillon annonce sa candidature sur cette circonscription en octobre 2011, et fait alors face à l'hostilité de Rachida Dati, qui cherche elle aussi à se présenter à Paris.
Le 23 mai 2012, François Fillon annonce qu'il sera candidat à la présidence de l'UMP lors du prochain congrès prévu à l'automne. Au premier tour des législatives le 10 juin 2012, il obtient 48,62 % des suffrages contre 33,88 % à son principal concurrent Axel Kahn, investi par le Parti socialiste. Le 17 juin, il l'emporte au second tour avec 56,46 % des voix, et devient ainsi député de la 2e circonscription de Paris. Avant d'être élu député, François Fillon crée une société de conseil dénommée 2 F Conseil (l’article 146-1 du code électoral lui interdisant cette création une fois élu).
Le 30 juin 2012, François Fillon annonce sa candidature officielle à la présidence de l'UMP. Sa campagne est perturbée par un accident de scooter survenu à Capri, le 30 juillet 2012, puis par un calcul rénal. Donné largement favori tout au long de la campagne par les sondages auprès des sympathisants, il revendique la victoire au soir de l'élection, tout comme son adversaire Jean-François Copé, alors que les résultats apparaissent extrêmement serrés, et que des anomalies sont signalées lors du vote. Ce différend donne alors lieu à une tempête politique et médiatique, qui laisse craindre l'éclatement de l'UMP. Après la confirmation par la Commission nationale des recours — contestée dans sa composition par le camp Fillon — de la victoire de Jean-François Copé, puis après une médiation avortée d'Alain Juppé, François Fillon et ses partisans évoquent la possibilité de la création d'un groupe parlementaire distinct, mais aussi de recours en justice,. Après une médiation de Nicolas Sarkozy et une entrevue infructueuse entre les deux concurrents, François Fillon prend la tête de soixante-neuf parlementaires, réunis au sein d'un groupe parlementaire autonome, baptisé Rassemblement-UMP, dont les statuts sont déposés le 27 novembre, mais qui conserve cependant son rattachement financier à l'UMP. Après la conclusion d'un accord avec Jean-François Copé, il dissout son groupe en janvier 2013.
Lors de sa campagne pour la présidence de l'UMP, il est accusé par les partisans de Jean-François Copé, tenant d'une « droite décomplexée », d'être trop modéré, ce qu'il contre-balance en choisissant Éric Ciotti, classé à l'aile droite du parti, comme directeur de campagne. Le Monde remarque alors que ses propositions « tranchent avec l'image qu'il s'était construite en contraste avec M. Sarkozy et sa stratégie de droitisation de l'UMP, impulsée à l'occasion du discours de Grenoble à l'été 2010 ». François Fillon présente comme « une faute historique » l'idée selon laquelle « l'UMP peut redresser le pays en se recroquevillant sur une seule tendance »,.
Après avoir laissé planer le doute sur une éventuelle participation, François Fillon annonce le 26 février 2013 qu'il n'est pas candidat aux élections municipales de 2014 à Paris, et il apporte son soutien à Nathalie Kosciusko-Morizet.

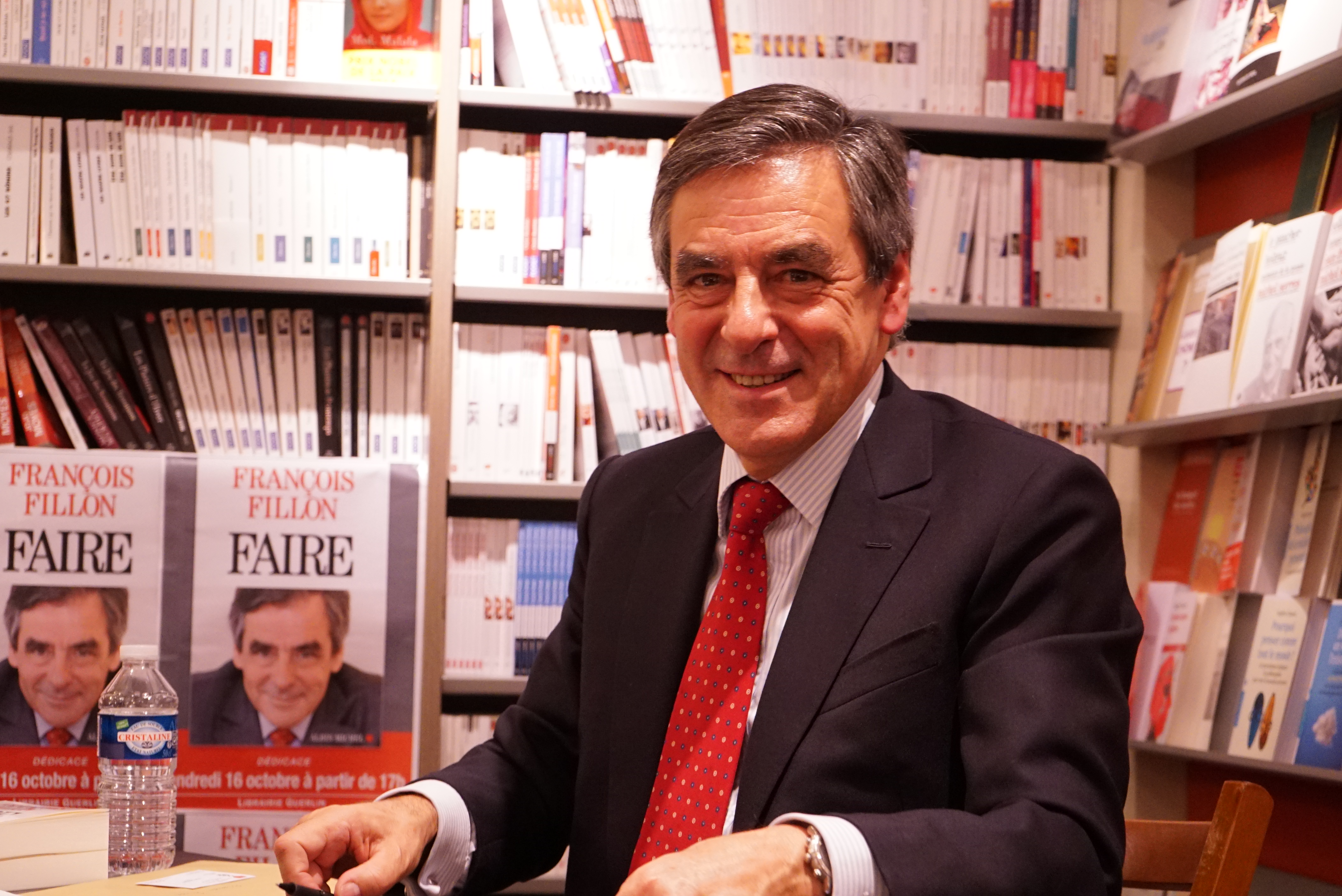
François Fillon lors d'une séance de dédicace de l'un de ses ouvrages, en 2015.

Le 9 mai 2013, François Fillon a annoncé, lors d'un voyage officiel au Japon, qu'il serait candidat aux primaires UMP de 2017 en vue de l'élection présidentielle. Pour rassembler ses soutiens et ses partisans, il met en place l'association Force républicaine, avec une antenne dans chaque département.
À la suite de la démission de Jean-François Copé de la présidence de l'UMP, il forme avec Alain Juppé et Jean-Pierre Raffarin un triumvirat qui dirige le parti à compter du 15 juin 2014, jusqu'à un congrès extraordinaire prévu pour le mois d'octobre suivant.
En juin 2014, en pleine affaire Bygmalion, la nouvelle direction de l'UMP demande à un avocat, Me François Sureau, une consultation juridique sur le paiement des pénalités de campagne de Nicolas Sarkozy. Me Sureau conclut à un « abus de confiance » alors qu'en novembre 2013, le directeur général des finances publiques indiquait qu'il n'y avait « aucun obstacle » au paiement de la pénalité,. En novembre 2014, les journalistes Gérard Davet et Fabrice Lhomme publient le livre Sarko s'est tuer qui passe en revue les différentes affaires judiciaires impliquant Nicolas Sarkozy, où ils évoquent un déjeuner avec le secrétaire général de l’Élysée Jean-Pierre Jouyet le 24 juin 2014, au cours duquel François Fillon lui aurait demandé d'influencer les juges pour contrecarrer le retour en politique de l'ancien président de la République. La plainte en diffamation de François Fillon est rejetée en juillet 2015.
En avril 2015, il indique qu'il est « très embarrassé » concernant certaines dispositions du projet de loi relatif au renseignement, car si celui-ci « apporte des garanties et des bases légales « au travail de renseignement » », il indique être « préoccupé par le caractère trop large de cette législation ». Le 19 avril, le président de la République, François Hollande, annonce qu'il décide de saisir lui-même le Conseil constitutionnel sur ce projet de loi.

### Élection présidentielle de 2017

#### Primaire de la droite et du centre de 2016

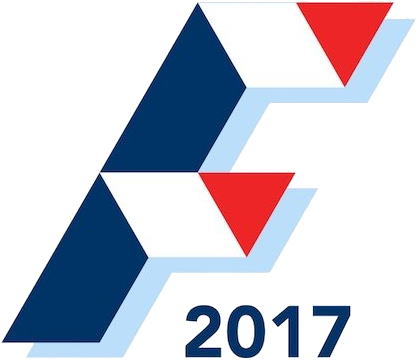
Logotype de François Fillon pour la primaire de la droite et du centre.

François Fillon se déclare candidat à la primaire « ouverte » de la droite et du centre le 9 mai 2013, au cours d'une visite au Japon, puis confirme sa candidature le 15 avril 2015,. Revendiquant son intégrité, il prend pour slogan « Le courage de la vérité ». Tirant les « leçons » de son « expérience », il définit ses priorités : présenter un projet pour la France et une équipe chargée de le mettre en œuvre longtemps à l'avance et faire adopter par le Parlement dix mesures fortes dans les trois mois qui suivent l'élection présidentielle pour « débloquer la situation économique » et « redresser la France ». Tout au long de sa campagne, il assume la « radicalité » de son programme,. Il s'engage à ne pas se représenter s'il remporte l'élection présidentielle.
En septembre 2015, il publie son livre-programme, Faire, détaillant la stratégie de « la thérapie de choc » qu'il veut administrer en 2017 pour « redonner à la France sa liberté »,. Avec près de 75 000 exemplaires écoulés en 2015, il s'agit du 2e livre de personnalité politique le plus vendu cette année-là. Son ouvrage Vaincre le totalitarisme islamique, publié en septembre 2016, s'est écoulé à plus de 52 000 exemplaires à la fin de l'année, en 8e position des livres de personnalités politiques pour l'année 2016. En septembre 2018, l’ancien député Serge Grouard affirme avoir été le nègre de François Fillon pour ce livre.
En octobre 2016, alors qu'il est crédité d'une bonne prestation pendant le premier débat télévisé, mais qu'il reste dans les études d'opinion largement distancé par Alain Juppé et Nicolas Sarkozy, voire par Bruno Le Maire, il affirme qu'il ne croit pas les sondages, et qu'il sera finalement élu. Il annonce qu'il nommera « un commando de quinze ministres » dont il annoncera les noms peu après la primaire,. Dans les derniers jours de la campagne, sa candidature rencontre un écho positif dans l'opinion.

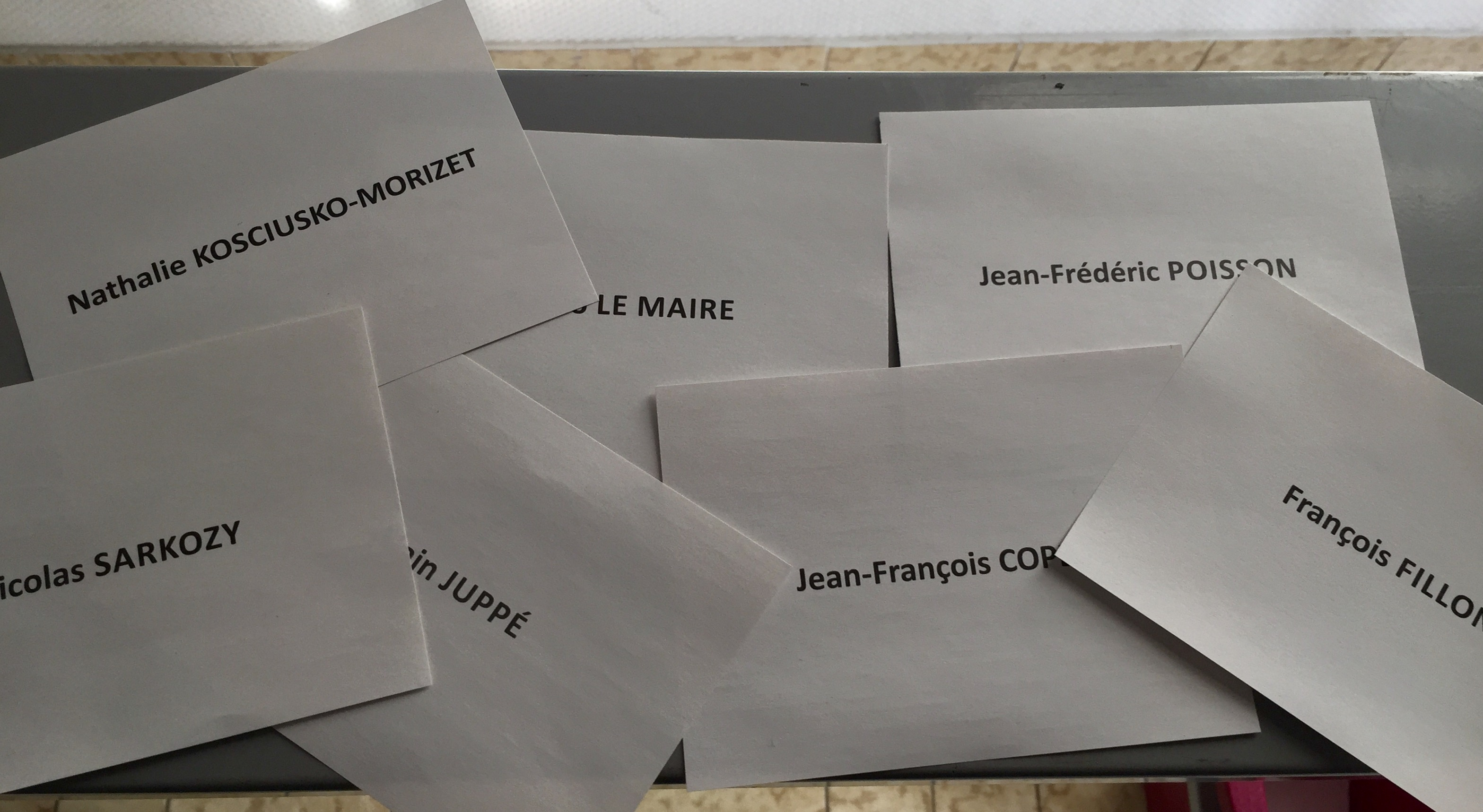
Bulletins de vote du premier tour de la primaire de la droite et du centre de 2016.

Au premier tour de la primaire, le 20 novembre, il obtient 1 890 266 voix, soit 44,1 % des suffrages exprimés, devant Alain Juppé, qui obtient la deuxième place avec 28,6 % des voix. Il s'agit, pour Jean-Daniel Lévy, directeur du département Politique et Opinion de Harris Interactive, d'une dynamique d'une puissance inédite dans l'histoire électorale française ; selon lui, « jamais un candidat n’avait réussi à émerger d’une manière aussi nette et rapide aux yeux des Français. »
Après les résultats du premier tour, François Fillon engrange les soutiens de Nicolas Sarkozy, de Bruno Le Maire, de Jean-Frédéric Poisson et d'Hervé Morin, président du Nouveau Centre. Près de 50 % des parlementaires ou des membres du bureau politique des Républicains se prononcent en sa faveur, contre moins de 25 % pour Alain Juppé. Il enregistre également le soutien de personnalités d'extrême droite, dont des « anciens membres du Front national, en rupture de ban avec leur parti »,. Pendant l'entre-deux-tours, 215 députés et sénateurs de la droite et du centre lui apportent leur soutien, en dénonçant les attaques virulentes d'Alain Juppé depuis la fin du premier tour de la primaire,.
Le 27 novembre 2016, à l'issue d'un second tour ayant mobilisé 4,4 millions d'électeurs, François Fillon l'emporte largement sur Alain Juppé, avec 66,5 % des voix. Le conseil national des Républicains valide sa nomination le 14 janvier 2017. Lors d'un meeting à Strasbourg le 6 avril 2017, un homme "fiché S" lui jette de la farine au visage

#### Campagne présidentielle

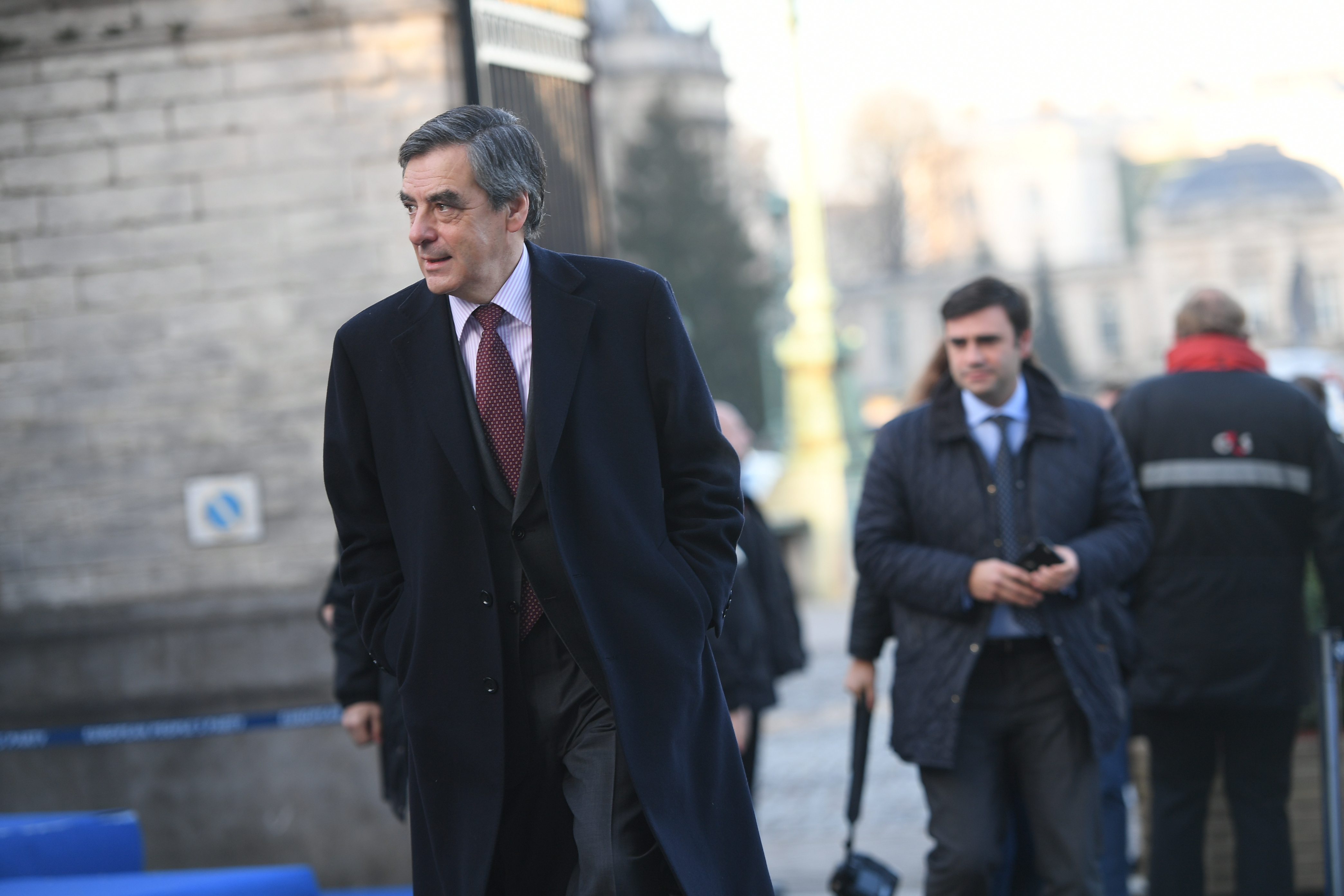
François Fillon à Bruxelles en décembre 2016.

Peu après la primaire, ses propositions concernant la Sécurité sociale créent de la confusion, et plusieurs de celles-ci disparaissent temporairement de son site de candidat. De même qu'il supprime sa proposition controversée de réserver à la Sécurité sociale le remboursement des seules affections graves, il diminue fortement le plan d’économies envisagé pour les collectivités locales. Au lieu d'imposer « 20 milliards d’euros » d’économies sur les dotations des collectivités locales d'ici 2022, il annonce le 22 mars réduire de plus de moitié cet objectif à « 7,5 milliards ».
En janvier et février 2017, les médias révèlent des affaires et controverses qui abîment son image de candidat intègre : l'une relative à la réalité de l'activité d'attachée parlementaire de son épouse Penelope, une autre relative à la collaboration de son épouse à la Revue des Deux Mondes, une autre relative à l'emploi de ses enfants comme attachés parlementaires, une autre encore relative à l'emploi à son bénéfice personnel d'une partie des crédits théoriquement réservés à la rémunération des assistants parlementaires, lorsqu'il était sénateur. Ces affaires abiment nettement son image, et entraînent une diminution des intentions de vote en sa faveur,. Sa qualification pour le second tour de l'élection présidentielle ne semblant dès lors plus assurée, l'hypothèse de son remplacement par une autre personnalité de droite est évoquée,, puis abandonnée après les soutiens actifs de ténors comme François Baroin (soutien de Nicolas Sarkozy à la primaire) et Valérie Pécresse (soutien d'Alain Juppé à la primaire). Plusieurs de ses déplacements sont perturbés par des opposants, ce qui le conduit à préférer pour un temps les lieux clos et l'évitement des journalistes.
Le 1er mars 2017, à la suite de l'annonce de sa convocation prochaine devant les juges d'instruction et de sa possible mise en examen, François Fillon confirme son maintien dans la course présidentielle. Il fustige la magistrature, et dénonce un « assassinat politique ». Plusieurs dizaines d'élus des Républicains, de membres de son équipe de campagne, dont son directeur Patrick Stefanini et son porte-parole Thierry Solère, ainsi que la direction de l'UDI, renoncent alors à le soutenir. Ses attaques contre la justice sont très critiquées par la presse internationale, mais aussi par une partie de la droite française, qui se désolidarise alors de sa candidature,.

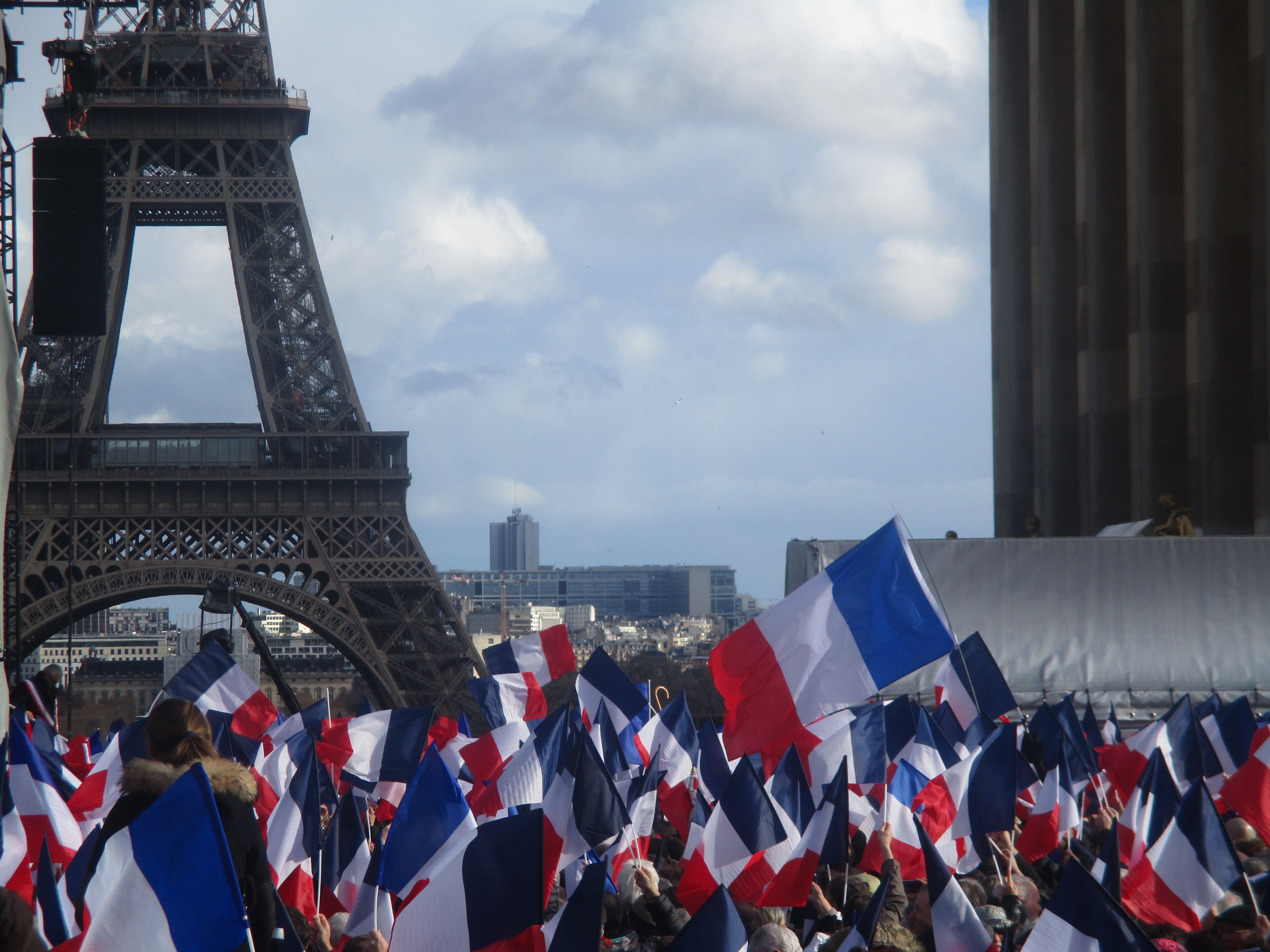
Rassemblement en soutien à François Fillon place du Trocadéro, le 5 mars 2017.

Le 5 mars 2017, en s'appuyant sur le savoir-faire des anciens de la « Manif pour tous », dont Christophe Billan, le président du mouvement Sens commun, une manifestation de soutien est organisée à Paris, place du Trocadéro. L'entourage de François Fillon annonce 200 000 manifestants, alors que les forces de l'ordre et les journalistes évoquent entre 35 000 et 50 000 participants au vu de la superficie de la place,,. Le soir même, au Journal de 20 heures de France 2, François Fillon réaffirme sa détermination à maintenir sa candidature jusqu'à la fin de l'élection présidentielle. Le lendemain, Alain Juppé, un moment pressenti pour le remplacer, confirme qu'il ne sera en aucun cas candidat et le comité politique des Républicains renouvelle son soutien à François Fillon à l'unanimité,,. L'emprise que semble avoir pris le mouvement Sens commun dans la campagne de François Fillon, qui radicalise sa campagne en dénonçant un complot et en n'excluant pas d'intégrer des membres du mouvement à son gouvernement, inquiètent la frange modérée de LR. Des proches de Fillon estiment en privé que cette alliance est tactique et motivée par « un calcul froid ».
Le 14 mars 2017, la mise en examen de François Fillon dans ce qui est rapidement surnommé l'affaire Fillon par les médias est confirmée par trois juges. Jean-Christophe Lagarde signe peu après l'accord de soutien de l'UDI à François Fillon comme candidat « de la droite et du centre »[réf. nécessaire]. Dans le même temps, le député de Paris abandonne son slogan de la primaire « Le courage de la vérité » au profit d'une nouvelle formule : « Une volonté pour la France ».
Invité de L'Émission politique sur France 2 le 23 mars, François Fillon affirme en direct, en se référant au livre Bienvenue place Beauvau écrit par trois journalistes d'investigation, « que François Hollande fait remonter toutes les écoutes judiciaires qui l'intéressent à son bureau, ce qui est d'une illégalité totale », en précisant que si « on cherchait un cabinet noir, on l'a trouvé ». Il poursuit en demandant, « solennellement », « qu'il y ait une enquête d'ouverte sur les allégations qui sont portées dans ce livre, parce que c'est un scandale d’État ». Le 26 mars 2017, plusieurs personnalités du parti Les Républicains demandent au parquet national financier et au procureur de la République de Paris l'ouverture d'une enquête concernant une douzaine de faits qu'ils estiment délictueux,. François Fillon affirme le 6 avril détenir toutes les preuves de ses accusations, mais ne vouloir les diffuser qu'après l'élection présidentielle.
Le 23 avril, à l'issue du premier tour, François Fillon termine à la troisième position et est éliminé, obtenant 20,01 % des voix exprimées. Selon un sondage de sortie des urnes, il rassemble 45 % des voix des plus de 70 ans et 27 % des 60-69 ans, mais de 8 % à 13 % pour les tranches de 18 à 59 ans. Reconnaissant sa défaite, il dit « assumer ses responsabilités », bien qu'il dénonce « des obstacles mis sur (sa) route trop nombreux et trop cruels ». Il appelle à voter Macron, car il dit considérer que « l’extrémisme [du Front national] ne peut qu’apporter malheur et division à la France » et annonce qu'il ne conduira pas son parti aux élections législatives, et qu'il ne se présentera pas à ce scrutin. Pour la première fois sous la Cinquième République, la droite parlementaire traditionnelle n'est pas représentée au second tour de l'élection présidentielle.

### Retrait de la vie politique et reconversion dans les affaires

#### Tikehau Capital
À compter du 1er septembre 2017, grâce à l'entregent de sa conseillère en communication Anne Méaux,, il travaille comme « senior associate » pour Tikehau Capital, une entreprise française de gestion d'actifs et d'investissement qui motive le recrutement de François Fillon par son « expérience internationale » et « sa connaissance aiguë des problématiques économiques françaises et européennes ».
François Fillon a également créé sa propre entreprise de conseil aux entreprises, hébergée par Tikehau et baptisée « Apteras » (qui a réalisé 297 000 € de bénéfice sur ses seize premiers mois).

#### Retraite politique en 2017
Le 19 novembre 2017, il transmet la présidence de son association Force républicaine à Bruno Retailleau. Il déclare aux militants : « Dans la défaite, le chef se retire sans chercher d'excuses, et sans donner de leçons ».
Le 8 décembre 2017, il est nommé président de la commission Constructeurs de la Fédération internationale de l'automobile.
Il prépare en 2018 le lancement d'une fondation pour les chrétiens d'Orient.
En janvier 2020, dans l’émission Vous avez la parole, François Fillon réitère son intention de rester éloigné de la vie politique. Il évoque des « épreuves d'une violence inouïe » (à propos de l'affaire des emplois fictifs occupés par son épouse) qu'il ne souhaite pas faire revivre à sa famille,.
Malgré ses déboires politiques, la reconversion de François Fillon dans le monde des affaires s'est avérée plutôt fructueuse, puisqu'en 2023 sa société de conseil Apteras a réalisé un chiffre d'affaires de 653 000 €.

#### Russie

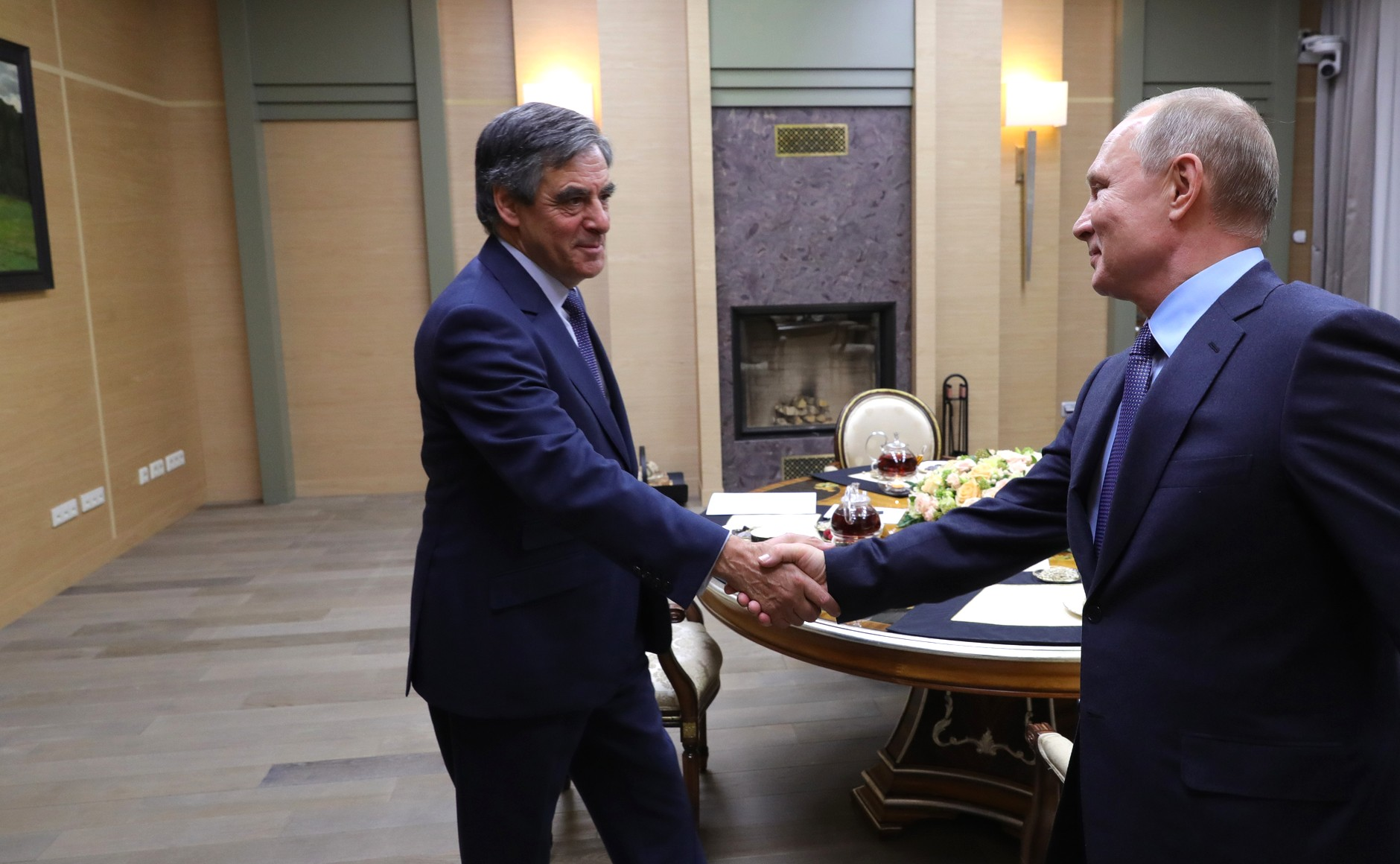
François Fillon et Vladimir Poutine en 2018.

En juin 2021, il est annoncé qu’il rejoint le conseil d'administration du groupe pétrolier public russe Zarubezhneft (en), nomination effective en juillet. François Fillon précise qu’on lui a « proposé de siéger au conseil d’administration de plusieurs sociétés russes ». En décembre 2021, il est effectivement nommé administrateur indépendant au conseil d'administration de la société Sibur, géant de la pétrochimie russe contrôlé par des oligarques proches de Vladimir Poutine et d'anciens du FSB,.
Après l'invasion de l'Ukraine par la Russie en 2022, il déclare : « En 2014, j’ai regretté les conditions de l’annexion de la Crimée et aujourd’hui je condamne l’usage de la force en Ukraine. Mais depuis dix ans, je mets en garde contre le refus des Occidentaux de prendre en compte les revendications russes sur l’expansion de l’OTAN. Cette attitude conduit aujourd’hui à une confrontation dangereuse qui aurait pu être évitée ». Il est très vivement critiqué en France pour cette position ouvertement discordante avec l'avis européen, la présidente de la commission des lois de l’Assemblée nationale Yaël Braun-Pivet lui opposant que « non, il n’y a pas de mais. La guerre est le fait de celui qui décide de la mener. Cette demi-condamnation ne vous honore pas ». L’eurodéputé Raphaël Glucksmann renchérit : « François Fillon est un employé de Vladimir Poutine. Il va falloir mettre un terme à toutes ces trahisons ». Son ancien parti, Les Républicains, considère par plusieurs voix que « François Fillon n'appartient plus à la politique », et se désolidarise donc de ces propos. Dans les jours qui suivent, la majorité des anciennes personnalités politiques européennes siégeant au conseil d'entreprises russes (comme Matteo Renzi) présentent leur démission par soutien au peuple ukrainien, mais François Fillon est l'un des seuls (avec l'allemand Gerhard Schröder) à ne pas démissionner, ce qui attire sur lui de nombreuses critiques. Sous la pression, il annonce finalement le 25 février au soir quitter ses fonctions au conseil d’administration des entreprises russes Sibur et Zarubezhneft précitées.
Le 2 mai 2023, il est auditionné par la commission d'enquête de l'Assemblée nationale, présidée par le député RN Jean-Philippe Tanguy, pour avoir son opinion sur les « ingérences politiques, économiques et financières de puissances étrangères, visant à influencer ou corrompre des relais d'opinion, des dirigeants ou des partis politiques français »,,,.

### Élections législatives de 2024
En amont des élections législatives anticipées de 2024, François Fillon publie une tribune dans Le Figaro appelant à faire barrage au Nouveau Front populaire et sa coalition d'extrême gauche, estimant qu'elle « menace l'unité nationale ». Il affirme également que le Rassemblement national, « malgré sa mue, n’est pas en mesure de redresser notre pays. »
Il apporte son soutien à Bruno Retailleau face à Laurent Wauquiez au congrès LR de 2025.

## Idées et principales prises de position
Le politologue Pascal Perrineau situe François Fillon dans la famille « néo-gaulliste ». Pour le magazine Challenges, « si François Fillon est un vrai conservateur sur le plan sociétal, il est plutôt réformateur sur le plan économique. Tentative de réforme des universités — censurée par le Conseil constitutionnel — en 1993, au ministère de l’Enseignement supérieur et de la Recherche. Libéralisation de France Télécom en 1995, au ministère de la Poste et des Télécommunications. Assouplissement des 35 heures et première réforme des retraites en 2002, quand il est aux Affaires sociales ». Lors de sa campagne pour les primaires des Républicains, il est couramment qualifié de libéral-conservateur,,,. Mais certains qualifient son programme de réactionnaire. Romaric Godin, éditorialiste au journal économique La Tribune, le présente de la façon suivante : « Le candidat de la droite et du centre promet aux classes moyennes le retour à l'âge d'or de la bourgeoisie française, celui d'avant 1914. Un positionnement qui répond au malaise de la société française », d'autres médias comme le Nouvel Observateur ou Claude Askolovitch de I-Télé voient dans son projet un idéal conservateur et réactionnaire,. Ses opposants politiques dénoncent son projet « profondément archaïque et conservateur »,. Certains, y compris dans son propre camp, dénoncent un programme « moralement inacceptable » et « absurde », en particulier sur sa remise en cause de la sécurité sociale, l'assurance maladie, l'assurance chômage, ou le code du travail…
Cécile Alduy, analysant en 2017 le discours de François Fillon, le définit comme « un identitaire calme : il a exactement les mêmes positions que Nicolas Sarkozy sur l’assimilation, sur la politique migratoire, sur l’école comme creuset du patriotisme, sur le refus de la « repentance », sur les « racines chrétiennes de la France » et l’idée que l’islam a « un problème » avec la République, etc., mais il n’en fait ni une obsession, ni une priorité, ni un prétexte à petites phrases pour créer du « buzz » médiatique ». Damon Mayaffre affirme que « ce sont d'abord les termes du déclin d'une France que François Fillon déclarait en faillite dès 2007 qui remontent » de son discours de campagne, qui tend à mettre en scène « une confrontation directe avec le Front national, dans une forme de surenchère de thèmes anxiogènes », mais aussi à reprendre « un discours sarkozyste qui, en 2017, n'avait plus l'attrait de la nouveauté ».

### Économie, budget et fiscalité
François Fillon indique être « devenu libéral, en économie », au cours de son passage à Matignon, non pas « par choix idéologique » mais pour avoir constaté « l’accumulation, par tous les gouvernements, de contraintes qui sont devenues insupportables ». Pour le journaliste Laurent de Boissieu, son ouvrage La France peut supporter la vérité (Albin Michel), publié en 2006, « marque son ralliement à un libéralisme décomplexé », et son orientation est entravée sous le quinquennat de Nicolas Sarkozy par Henri Guaino, conseiller du président de la République.
D'après la journaliste Carole Barjon, « il a toujours été beaucoup plus libéral que Séguin. Dès 1995, il était à l'origine de la privatisation de France Télécom ». Pour le journaliste Éric Dupin, son programme économique se montre plus libéral que celui présenté par son adversaire Jean-François Copé au congrès de l'Union pour un mouvement populaire de 2012. Certains observateurs soulignent que sur la partie économique, son programme développé en vue de la primaire de 2016 serait « sans précédent » s'il était appliqué,, le libéral Alain Madelin considérant même qu'il « caricature le libéralisme ».
Il est régulièrement comparé à Margaret Thatcher, ; il déclare lui-même n'avoir « jamais de problème à être comparé à une personne qui a sauvé son pays ».
Des analystes voient au contraire en François Fillon un ordolibéral,, c'est-à-dire un tenant d'un libéralisme maîtrisé par l'action étatique, dans la ligne de ceux considérant qu'il n'est pas un « méchant libéral » ou un « ultra-libéral ».
Déclarant, quelques mois après son entrée en fonction comme Premier ministre, être « à la tête d'un État qui est en situation de faillite sur le plan financier, […] qui est depuis quinze ans en déficit chronique, […] qui n'a jamais voté un budget en équilibre depuis vingt-cinq ans », François Fillon est un partisan d'une maîtrise stricte des dépenses. Il s'engage alors publiquement à « amener le budget de l’État à l'équilibre avant la fin du quinquennat », puis réitère cette même promesse en 2012 (en projetant cet équilibre à 2016) et propose un référendum sur l'inscription de la règle d'or budgétaire dans la Constitution. Durant le quinquennat, la perception de François Fillon se heurte à celle de Nicolas Sarkozy : « [Le président Sarkozy] pense en 2007 que la situation est très maîtrisable, et qu'au fond, après les difficultés, il y aura de nouveau de la croissance. Moi je pense qu'on est au contraire dans une crise structurelle très grave, qu'on a un problème de déficit qu'il faut résoudre. Et jusqu'à la crise de 2008, cette perception restera la mienne et ne sera pas celle du président de la République », déclarera-t-il en 2013. En 2013, l'endettement de la France, aggravé par un « choc fiscal sans précédent », demeure l'une de ses préoccupations principales, puisqu'il diagnostique « une dette qui atteindra 95 % du PIB en 2014 et une sortie de la France du classement des dix premières puissances à l'horizon 2020 si nous continuons sur le même rythme ».
En défendant une politique de rigueur et une maîtrise de la dette, François Fillon est favorable à la suppression de l'impôt de solidarité sur la fortune, qu'il considère comme une des causes de l’appauvrissement de la France. Selon lui, cet impôt décourage les entrepreneurs étrangers. Sa disparition serait compensée par la création d’une tranche supérieure de l’impôt sur le revenu à 50 %, dans laquelle serait incluse la CSG. Il est favorable à la sortie définitive des 35 heures, pour « relancer la production » et de retourner aux 39 heures progressivement pour la fonction publique (la seule limite de temps de travail instaurée par la législation européenne est de 48 heures), en « décentralisant le dialogue sur l'organisation du travail au niveau des entreprises ». Il plaide pour la reprise des privatisations dans les entreprises où la participation de l’État ne sert « à rien » selon lui.
En 2013, il suggère de remplacer l'indemnisation du chômage par une indemnisation de formation avec « une dégressivité des allocations chômage pour inciter à la reprise de l'activité et l'obligation, pour le chômeur, d'accepter un emploi correspondant à la formation suivie ». Il esquisse l'idée d'une TVA sociale en 2006 et souhaite, en 2012, l'instauration d'une « TVA compétitivité ».

### Travail
Au sujet des retraites, François Fillon se montre favorable au recul de l’âge légal à 67 ans en 2012, puis à 65 ans à partir de 2013,.
En 2012, François Fillon émet l'idée de soumettre les allocataires de l’aide sociale à sept heures de travail par semaine, destinées aux collectivités. Lors de la présidentielle de 2012, il déclare vouloir que chaque demandeur d'emploi se voie proposer une formation professionnelle, et que chacun soit contraint d'accepter l'emploi qui lui sera proposé après cette formation (« Demain, on ne sera plus indemnisé pour rester chez soi », dit-il alors).

### Organisation de l’État et corps intermédiaires
En 2003, François Fillon dénonce la faiblesse des corps intermédiaires et l'exiguïté d'un dialogue social insuffisamment cultivé dans l'histoire française. Il souhaite le recours plus important à la démocratie locale et à la démocratie sociale pour responsabiliser la société civile et ses corps intermédiaires.
François Fillon est favorable à la réduction du nombre de fonctionnaires afin de réduire la dépense publique, en appuyant ainsi le principe de limitation du recrutement à un seul fonctionnaire pour deux partant à la retraite. Il envisagerait de faire travailler davantage les fonctionnaires, en échange d’une revalorisation salariale. Fillon veut également réduire le nombre de statuts de fonctionnaires (de 300 à moins de 30).
En 2013, il encourage une réforme des territoires pour réduire le nombre des salariés des collectivités locales. Pour mettre en œuvre sa réforme territoire, il plaide pour une fusion entre départements et régions, ainsi qu'entre communes et communautés de communes, idée écartée par le comité de réflexion et de proposition sur la modernisation et le rééquilibrage des institutions en 2008.

### Affaires étrangères et défense
Critiquant François Hollande pour n'avoir « aucune vision » sur l'avenir de l'Union européenne, et l'accusant d'avoir laissé Angela Merkel décider seule la réponse du continent à la crise migratoire que subit l'Europe, François Fillon plaide en faveur d'« une Europe forte, avec des nations fortes », ce qui passe à ses yeux par « une monnaie puissante, capable de nous affranchir de la tutelle exorbitante du dollar, une politique de l'énergie pour ne pas être totalement dépendants des Russes, une politique commune des frontières et d'immigrations, une défense collective pour endiguer les menaces, une grande stratégie pour l'innovation et le numérique, qui ferait des Européens la première puissance technologique du monde ».
En 1988, il présente le traité de Washington créant l'OTAN comme « un des plus heureux accords de l'histoire », ayant « préservé la paix en Europe pendant quarante ans » ainsi que « les acquis de 1789 dans le domaine des droits de l'homme ». Il s'inquiète alors de la menace que fait peser la nouvelle détente de la guerre froide sur la pérennité de l'OTAN, et considère qu'« il n'est d'autre moyen de maintenir l'indépendance nationale que par une alliance [avec les États-Unis] et que par le recours à la dissuasion nucléaire ». Il s'oppose cependant à la réintégration de la France dans le commandement intégré de l'OTAN, qui « ne renforcerait pas notre sécurité, mais affaiblirait celle de l'Europe en supprimant le risque supplémentaire que représente pour l'Union soviétique l'existence de plusieurs centres de décisions nucléaires indépendants à l'Ouest. L'instauration d'un système de sécurité purement européen est séduisant, mais il suppose la mise en œuvre d'institutions politiques européennes au pouvoir plus étendu que celles prévues par le traité de Rome et un rééquilibrage de l'Alliance atlantique […] ».
Comme Premier ministre, il mène la réintégration de la France dans le commandement intégré de l'OTAN, en estimant que celle-ci permettrait de faciliter la création d'une « défense européenne » ; il concède en 2016 que cette ambition n'a pu voir le jour et « qu'il faudra envisager la coopération des pays européens en matière de défense en dehors de l'OTAN »,, en particulier avec le Royaume-Uni. Il considère également que « l'OTAN n'aurait jamais dû chercher à s'étendre au-delà de ses limites, et en particulier au contact même de la frontière russe ».
Opposant au traité de Maastricht aux côtés de Philippe Séguin en 1992, François Fillon se détourne de son mentor sur cette question à mesure qu'il se rapproche d’Édouard Balladur. Il plaide, au début des années 2010, pour « un ministre des Finances commun aux pays de la zone euro » — la monnaie unique impliquant, selon lui, une politique monétaire unique. Il plaide donc pour davantage d'intégration des politiques fiscale et budgétaire dans la zone euro, induisant ainsi des abandons de souveraineté, liés à la renégociation des traités européens. Il plaide en 2016 pour la création d’un gouvernement de la zone euro, piloté par les gouvernements et les Parlements nationaux. Il se définit également comme souverainiste, ce qui est discuté par les analystes,,,. Il se prononce pour une sortie de la France de la Convention européenne des droits de l'homme, expliquant que la Cour européenne des droits de l'homme « se mêle de plus en plus de questions de société, qui font notre identité », ce qui est apparenté à un « Frexit » par certains observateurs. Il souhaite par ailleurs tenir « un langage plus franc à l’égard de la Turquie : lui dire qu’elle n’entrera jamais dans l’UE ».
Le 21 mars 2013, François Fillon a réaffirmé son souhait de la création d'une confédération « France-Allemagne » et pour une zone euro renforcée,. En juillet 2013, il s'est déclaré pour l'instauration « de règles strictes de réciprocité dans les échanges internationaux » et pour l'instauration d'une taxe aux frontières pour financer des investissements d'avenir.
Le 12 août 2012, il signe une tribune dans Le Figaro exhortant le président de la République, François Hollande, à agir auprès du président russe, Vladimir Poutine, pour « lâcher » le régime syrien de Bachar el-Assad. Après les attentats du 13 novembre 2015 à Paris, François Fillon se déclare favorable à une « coalition mondiale » incluant le Hezbollah, les Kurdes, le gouvernement irakien et le régime syrien de Bachar el-Assad,. Il se déclare cependant opposé à tout soutien aux groupes rebelles syriens, notamment à l'Armée syrienne libre (ASL), affirmant que « ce n’est pas avec ces forces-là qu’on va battre Daech » et que l'ASL « ne se bat pas contre l'État islamique »,. Luc Mathieu, journaliste international à Libération, ainsi qu'Antoine Krempf de Radio France et les journalistes Patrick Cohen et David Thomson considèrent cette déclaration comme étant factuellement fausse, les affrontements entre rebelles et djihadistes de l'EI ayant en réalité fait des milliers de morts depuis 2013,,,. Se rapprochant alors de Vladimir Poutine,,, François Fillon soutient l'intervention russe dans la guerre civile syrienne, et refuse d'employer le terme de « crimes de guerre » pour désigner les massacres de civils par le pouvoir de Damas et les forces russes lors de la bataille d'Alep. Il est alors l'une des rares personnalités politiques françaises à se déclarer favorable à une alliance avec le régime de Bachar el-Assad,,. En revanche, il désapprouve l'annexion de la Crimée par la Russie, qui doit selon lui être « traitée en respect du droit international ». Plusieurs des proches de Fillon sont russophiles, tels que l’ancien séguiniste Jean de Boishue, agrégé de russe, et sa « plume » Igor Mitrofanoff. Le 7 janvier 2017, Bachar el-Assad salue la position de François Fillon sur la Syrie et déclare que : « Si Monsieur Fillon met en application ce qu’il dit, ce sera très bien »,,. Ce dernier réagit quatre jours plus tard en qualifiant Bachar el-Assad de « dictateur » et de « manipulateur », et en indiquant qu'il « ne souhaite pas son maintien »,,.
Lors d'une conférence le 21 mars 2013 à Moscou, François Fillon a indiqué être favorable à ce que la Russie ait un « statut à la hauteur de sa proximité historique, géographique, culturelle et économique » avec l'Europe, sans pour autant la voir entrer dans l'Union européenne. Ce partenariat politique et économique permettrait aux deux partenaires de davantage « peser face au continent asiatique ».
François Fillon rejette le partenariat transatlantique de commerce et d'investissement (TAFTA ou TTIP) : il craint « des dommages trop importants à des secteurs de notre économie », critique l'absence d'arbitrage politique dans les négociations du côté européen, et rejette plus globalement l'application de la législation américaine à toutes les entreprises utilisant le dollar,.
Le 4 mars 2025, il indique que le dirigeant ukrainien Volodymyr Zelensky est partiellement responsable du déclenchement de l'invasion de l'Ukraine par la Russie , tout en précisant que la Russie « a commis une faute » en déclenchant cette guerre.

### Justice
En 1981, François Fillon fait partie des 16 députés RPR (sur les 88) qui votent pour le projet de loi d'abolition de la peine de mort,.
François Fillon est pour la généralisation des peines plancher. En 2012, il déclare vouloir le « développement de brigades fiscales chargées de lutter, dans les quartiers, contre les fraudeurs délinquants dont le train de vie est sans commune mesure avec les revenus déclarés ». Il prône l'interdiction de toute libération conditionnelle avant les deux tiers de la peine.

### Environnement
François Fillon défend, au sujet du gaz de schiste, la fin du moratoire sur l'interdiction d'explorer les sols, puis se rallie à Nicolas Sarkozy sur l'interdiction de l'exploitation par fracturation hydraulique. Encourageant les recherches sur l’exploitation du gaz de schiste, il est favorable à une suppression du principe de précaution, qu'il souhaiterait voir remplacé par « un principe de responsabilité ».

### Affaires sociétales
En 1981, François Fillon, alors député, vote contre la majorité sexuelle à quinze ans pour les rapports homosexuels, comme c'était le cas pour les rapports hétérosexuels (abrogation du 2e alinéa de l'article 331 du code pénal),. Il vote ainsi contre la dépénalisation de l'homosexualité pour les mineurs de plus de quinze ans.
François Fillon s'oppose au PACS en 1999 et au mariage entre personnes de même sexe en 2013, de nature, selon lui, à bousculer « l'héritage de notre modèle de société ». Début 2013, il appelle à « une version du PACS renouvelé, renforcé de droits nouveaux, qui répondrait aux attentes des couples sur la base d'une nouvelle forme d'Union civile ». Après l'adoption définitive de ce projet de la loi par l'Assemblée nationale le 23 avril 2013, François Fillon suggère une « adaptation du texte » plutôt que son abrogation, en vue de légiférer sur les questions de l'adoption, de la procréation médicalement assistée et de la gestation pour autrui,. Le 21 septembre 2016, il indique qu'il proposera au Parlement de réécrire le droit de la filiation, en inscrivant comme « principe qu'un enfant est toujours le fruit d'un père et d'une mère ». Il entend ainsi revenir sur l'adoption plénière par les couples de même sexe, mais pas sur le mariage, ni sur l'adoption simple, ce qui déçoit certains de ses partisans à la primaire de la droite et du centre.
Tout en indiquant qu'il ne « [peut] pas approuver l'avortement », il se dit « capable de faire une différence entre ses convictions et l'intérêt général » et « considère que l'intérêt général, ce n'est pas de rouvrir ce débat ». Il vote contre le remboursement de l'IVG par la Sécurité sociale le 31 décembre 1982 puis contre la création du délit d'entrave le 27 janvier 1993.
Il est hostile à la légalisation de l'euthanasie.
Il s'abstient en janvier 2014 lors du vote en première lecture du projet de loi pour l'égalité réelle entre les femmes et les hommes qui, notamment, autorise une femme enceinte « qui ne veut pas poursuivre une grossesse » à recourir à une IVG, alors que la loi de 1975 l'autorisait à la condition « que son état [la] place dans une situation de détresse ». François Fillon estime que la disparition de la notion de détresse risque de « banaliser » l'avortement qui, selon les termes de Simone Veil, devait rester « l'exception ».
La Croix estime qu'il est « le premier candidat majeur à revendiquer le caractère « conservateur » de ses propositions sur le plan sociétal ».

### Immigration
En 2013, il déclare qu'il y a trop d'immigrés en France — le pays ne pouvant, selon lui, accueillir tous ceux qui voudraient s'y installer. Il s'est prononcé pour un vote annuel du Parlement pour définir le nombre d'entrants, les professions susceptibles d'être favorisées et les régions du monde pour lesquelles il faudrait fixer des quotas,. Il est favorable à la création d'un « service public d'intégration » pour les immigrés — chargé d'aider mais aussi de sanctionner. Souhaitant « mettre fin à l'automaticité de l'acquisition de la nationalité pour les enfants nés en France de parents étrangers » et « réserver les prestations sociales aux migrants légaux présents depuis plusieurs années sur le territoire »,, il est favorable au retour à la loi Pasqua de 1993 (« Je voudrais aussi remettre en place l'idée de Charles Pasqua de demander aux jeunes nés en France de parents étrangers de choisir formellement la nationalité française à 18 ans, et ce, lors d'une cérémonie », déclare-t-il en 2012).
Il s'est prononcé contre le droit de vote des étrangers, qui serait, selon lui, « une négation de la citoyenneté française et l'assurance d'avoir des comportements communautaristes dans nos villes ».
Sur la question du terrorisme islamiste, François Fillon considère l'État Islamique comme un totalitarisme similaire au national-socialisme, notant qu'il « emploie les mêmes ressorts : imposer par la force au reste du monde un mode de vie et de pensée. » Fin septembre 2016, François Fillon publie un autre livre programmatique, Vaincre le totalitarisme islamique, sur le thème de la sécurité et de la Défense. Il y formule une série de propositions en matière de sécurité et de lutte contre le terrorisme. Il écrit notamment qu'il faut « interdire sur le territoire français le retour des Français partis combattre avec une organisation terroriste ».
Lors de sa campagne présidentielle, il prône « une immigration réduite au strict minimum, en l’organisant par quotas, en fonction de nos besoins économiques et de nos capacités d’intégration ». D'après Cécile Alduy, son programme en matière migratoire « n’a rien à envier à celle du Front national, ni dans les termes utilisés, ni dans les mesures proposées ».

### Front national
Alors que Nicolas Sarkozy préconise d'adopter la stratégie du « ni vote pour le Front national ni vote pour la gauche » lors des cantonales de 2011, François Fillon souhaite plutôt que son parti appelle à voter « contre le FN ». En septembre 2013, interrogé au sujet des consignes de vote en cas de duel PS / FN, il conseille de « voter pour le candidat le moins sectaire » (provoquant une polémique jusque dans son parti), en précisant qu'il n'y aurait jamais de fusion des listes UMP / FN ; dans la perspective d'une reconquête politique, il affirme que désormais, « le redressement national commande de dépasser les clivages partisans et d'en appeler au bon sens de chaque citoyen ». Le politologue Philippe Braud analyse ce changement de position dans le but de séduire un électorat qui s'est droitisé : « La base électorale et même la base des militants UMP est largement favorable à cette sortie du ni-ni ».
Début 2015, François Fillon, à propos d'une élection législative partielle mettant face-à-face un candidat PS et un candidat FN concernant le second tour de l'élection dans la 4e circonscription du Doubs, se range du côté de la ligne dite du « ni FN-ni PS »,.

### Religion
Il se déclare catholique (« Je suis catholique, et comme beaucoup d'autres ma pratique est irrégulière »),, mais va peu à la messe dominicale et se rend surtout à l'église à Noël, Pâques et le 15 août. Son épouse, une anglicane convertie au catholicisme, semble avoir une pratique plus régulière. Il dit voir sa foi comme une « force intérieure », relevant de « l'exercice de [sa] liberté la plus intime ». Pour lui, la religion relève de la vie privée et non de la vie politique. Il ne va pas aux messes annuelles des parlementaires et demeure critique vis-à-vis du clergé auquel il reproche des sermons parfois médiocres. De même, il a adressé « une lettre polie mais critique » aux évêques de France à l'occasion de la parution de leur document sur le sens du politique. Il leur reproche notamment de « ne pas regarder les problèmes en face » en ce qui concerne la « montée de l'intégrisme au sein de l'Islam ».
Selon le magazine La Vie, François Fillon « aura su assumer son catholicisme et les racines chrétiennes de la France » tout au long de sa campagne pour la primaire des Républicains.
Il justifie sa position concernant le maintien de la possibilité de recourir à une IVG, recours auquel il est opposé à titre personnel, en indiquant qu'il est « capable de faire une différence entre [ses] convictions religieuses et l'intérêt général ».
En réponse aux critiques qui sont adressées à son programme de santé, il explique que son positionnement « gaulliste » et « chrétien » l'empêcherait de prendre « une décision qui sera contraire au respect de la dignité humaine ». Le fait de lier sa foi à son action politique lui est reproché par François Bayrou (pour qui c'est « déplacé ») et par Henri Guaino (pour qui c'est une « faute »). Selon l'historien Jean Garrigues et Europe 1, il s'agit d'un positionnement inédit sous la Ve République pour un responsable politique majeur,, qui aurait été préparé, selon Challenges, par le discours de Nicolas Sarkozy, inspiré par Henri Guaino et Max Gallo et prononcé au palais du Latran, le 20 décembre 2007,. François Fillon répond à ses détracteurs que la « sincérité sera la marque de [son] message politique » et ajoute : « Moi, je suis comme je suis, je suis transparent. Je ne cherche pas à me cacher, je ne cherche pas à dissimuler les choses et je pense que c'est comme ça qu'il faut faire de la politique ».

## Affaires judiciaires et controverses

### Soupçons d’emplois fictifs de membres de la famille

#### Condamnation pour emploi fictif: affaire "Penelope Fillon"

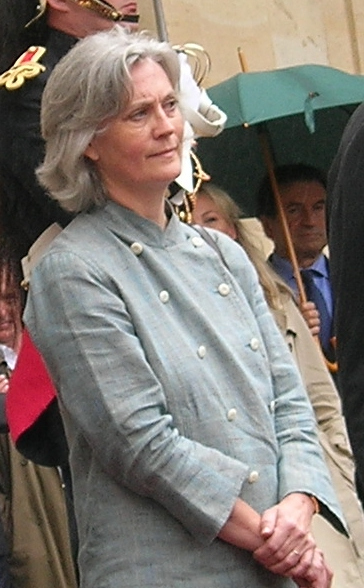
Penelope Fillon (en 2007).

L'affaire démarre par l'édition du 25 janvier 2017 de l’hebdomadaire Le Canard enchaîné qui révèle que Penelope Fillon a touché environ 500 000 € en tant qu'attachée parlementaire de son mari (de 1998 à 2002 et six mois en 2012) et du suppléant de celui-ci, Marc Joulaud (de 2002 à 2007), mais n'aurait en réalité jamais travaillé. Le journal satirique ironise en écrivant que Penelope Fillon « était jusqu'à présent plus connue pour des talents de jurée dans les concours de tartes aux poires ou de poneys shetland, …, et ses occupations domestiques ». Dans la même édition, Le Canard enchaîné affirme également qu'elle aurait par ailleurs été rémunérée entre 2012 et 2013 par la Revue des Deux Mondes, pour un montant de 5 000 € brut par mois et cite le directeur en chef de la revue à l'époque, Michel Crépu, qui déclare n'y avoir « jamais vu Penelope Fillon », qui aurait seulement signé « deux ou trois notes de lecture ».
Dans la même journée, le parquet national financier ouvre une enquête préliminaire pour détournement de fonds publics, abus de biens sociaux et recel de ces délits.
Le lendemain, François Fillon riposte solennellement lors d'un entretien au Journal de 20 heures de TF1 . Il considère comme « abjectes » les accusations portées contre sa femme, dénonce ce qu'il appelle le « tribunal médiatique », affirme qu'il a mis fin à la collaboration avec sa femme en 2013, ayant « compris qu'au fond l'opinion publique avait évolué sur ces sujets-là » et se dit alors prêt à riposter en portant plainte contre les journaux qui affirment que sa femme avait un emploi fictif. Il ajoute qu'il ne sera pas candidat en cas de mise en examen. Le lendemain, il cite son ami Philippe Séguin pour dénoncer la médiacratie et la « tyrannie cathodique ».
François Fillon porte plainte contre Le Canard enchaîné pour propagation de « fausses nouvelles » le 13 avril 2017, en raison de la parution la veille, d'un article dans lequel l'hebdomadaire révèle que Penelope Fillon a été rémunérée pendant quinze mois, à partir d'avril 1980, comme « collaboratrice au sein d'un ministère parisien »,. La plainte est classée sans suite par le parquet de Paris en novembre 2017.
Le 31 janvier, le président de l'Assemblée, Claude Bartolone (PS), autorise les enquêteurs de la police à entrer à l'Assemblée nationale, ce qui provoque « une stupeur dans l'assemblée ». Le 2 février, RTL, qui aurait bénéficié d'indiscrétions sur ce qu'ont obtenu les enquêteurs, affirme que Penelope Fillon n'y aurait apporté aucune preuve de ce qu'elle a assuré être un « travail réel », et ne possèderait « plus un seul agenda ou mail concernant cette époque ». Les avocats de François Fillon invoquent « les contours flous en France des activités de collaborateur parlementaire ». L'Obs découvre des bulletins de salaires indiquant un poste à plein temps à la permanence du Mans entre 1998 et 2002 mais plusieurs militants précisent « n'avoir aucun souvenir de sa présence à la permanence du parti ».
Dans son édition du 1er février, Le Canard enchaîné poursuit ses accusations contre le couple Fillon. L’hebdomadaire affirme que Penelope Fillon aurait en fait reçu au total, avec 7 années de plus, plus de 900 000 € pour des emplois soupçonnés par lui d'être fictifs. En réponse, François Fillon dénonce « un coup d’État institutionnel » qui est porté contre lui par la gauche. Pour contrer la montée du scandale, François Fillon publie le 7 février 2017 sur son site de campagne un tableau présentant, pour chacun des contrats de collaboratrice parlementaire de son épouse entre 1986 et 2013, les dates et les salaires perçus. Les salaires de Penelope Fillon sont présentés en nets, soit une moyenne sur quinze ans d'activité de 3 677 € nets mensuels, avec une pointe de rémunération à 6 009 € nets mensuels lorsqu'elle était employée par Marc Joulaud, pour un total de 680 380 € hors charges,.
L'édition datée du 8 février 2017 du Canard enchaîné augmente ses griefs en affirmant que Penelope Fillon a bénéficié, en plus, d'indemnités de licenciement payées par l'Assemblée nationale pour un montant total de 45 000 €, bien supérieur selon lui à ce qui est prévu par la législation. François Fillon réplique que ces indemnités sont déjà incluses dans les précédents calculs de l'hebdomadaire, ce que le Canard enchaîné ne conteste plus la semaine suivante. La questure de l'Assemblée (PS) « a précisé que les montants … étaient exacts pour les fins de contrat de Penelope Fillon … et s'inscrivent « dans le cadre normal » ».
Sur le plan judiciaire, les avocats de François Fillon contre-attaquent le 9 février 2017 en déclarant que le parquet financier n’a pas compétence pour enquêter sur les soupçons d’emplois fictifs de Penelope Fillon, qu'« un parlementaire ne peut pas être concerné par un détournement de fonds publics » et que, d'autre part, des atteintes sont portées au principe démocratique de la séparation des pouvoirs. Ils demandent au Parquet national financier de se dessaisir de l'enquête préliminaire qu'il a engagée, considèrent que l'enquête est devenue plus médiatique que judiciaire et portent plainte pour violation du secret de l'instruction, s'interrogeant sur « l'impartialité d'une ou plusieurs personnes dans cette enquête ». Le 16 février, le Parquet national financier déclare dans un communiqué que « Les nombreux éléments recueillis ne permettent pas d’envisager, en l’état, un classement sans suite de la procédure ».
Le lendemain, François Fillon revient sur son engagement public en déclarant que, désormais, il compte rester candidat même s'il est mis en examen.
François Fillon est mis en examen le 14 mars 2017 pour « détournement de fonds publics », « complicité et recel de détournement de fonds publics », « complicité et recel d’abus de biens sociaux », et « manquements aux obligations de déclaration à la Haute Autorité pour la transparence de la vie publique », selon plusieurs sources judiciaires.
Le 21 mars, l’enquête menée dans le cadre de l’affaire Fillon est élargie à des soupçons d'« escroquerie aggravée, faux et usage de faux ». Une décision prise le 16 mars dernier par le Parquet national financier (PNF). La justice se demande si « les époux Fillon ont pu produire des faux pour justifier les salaires » versés à Penelope Fillon. Le même jour, on apprenait que les juges d’instruction allaient également se pencher sur les costumes offerts au député de Paris. « Il s’agit en fait du même réquisitoire supplétif qui a été accordé aux juges récemment pour des soupçons de trafic d’influence », a précisé une source citée par L’Express. Selon une source proche du dossier, ce réquisitoire fait suite à une deuxième perquisition menée courant mars à l’Assemblée nationale, après une première visite intervenue fin janvier, dans le cadre de l’enquête du PNF. Lors de cette seconde perquisition, un certain nombre de documents ont été saisis,.
Dans son édition du 22 mars, Le Canard enchaîné ajoute par ailleurs, qu’alors que Penelope Fillon cumulait deux emplois à plein temps, entre le 1er juillet 2012 et le 30 novembre 2013, à l’Assemblée nationale et à la Revue des Deux Mondes, les époux « ont carrément signé une fausse déclaration, certifiant aux fonctionnaires de l’Assemblée que madame ne bossait pas plus d’une trentaine d’heures par mois à la Revue des Deux Mondes où elle était payée pour 151,67 heures ». Le règlement de l’Assemblée nationale limite à cent quatre-vingts heures le cumul d’emplois pour ses salariés.
Penelope Fillon est mise en examen le 28 mars 2017 par les juges d’instruction. Seulement quelques jours après, son ancien employeur, Marc Joulaud, ancien suppléant de François Fillon, est mis en examen lui aussi le 24 mars. Marc Ladreit de Lacharrière, employeur de Penelope Fillon à la Revue des Deux Mondes, est la quatrième personne à être mise en examen sur cette affaire ; optant pour une reconnaissance de culpabilité préalable le 19 octobre 2018, il indique avoir fait bénéficier Penelope Fillon d'une rémunération excessive, puis fictive, par la Revue des Deux Mondes. Il est condamné à huit mois de prison avec sursis, et à une amende de 375 000 euros.
Le 29 juin 2020, François Fillon est condamné à cinq ans de prison, dont deux fermes, et dix ans d'inéligibilité. Penelope Fillon est condamnée à trois ans de prison avec sursis. Ils sont aussi condamnés à payer chacun 375 000 euros d'amende et à rembourser plus d’un million d’euros à l’Assemblée nationale. Le couple est aussi déclaré coupable de complicité de recel d’abus de bien social concernant l’emploi fictif de Penelope Fillon à La Revue des deux Mondes. Marc Joulaud est condamné à trois ans avec sursis et une inéligibilité de cinq ans. Celui-ci et les époux Fillon font appel,.
Le 9 mai 2022, la cour d'appel de Paris condamne François Fillon à quatre ans de prison, dont un ferme ainsi que dix ans d’inéligibilité. Son épouse Penelope Fillon est condamnée à deux ans de prison avec sursis, les deux époux s'acquittent d'une amende de 375 000 euros chacun. En outre, le couple devra verser 800 000 euros à l'Assemblée Nationale, constituée partie civile. À l'issue du verdict, les époux Fillon se pourvoient en cassation,.
En avril 2024, la Cour de Cassation confirme définitivement la culpabilité de François Fillon, mais renvoie l'affaire devant une Cour d'appel pour réexaminer sa peine et les dommages-intérêts. En revanche, la condamnation de Penelope Fillon (deux ans de prison avec sursis et 375 000 euros d’amende) est confirmée,. Il dépose le 23 août 2024, aux côtés de Pénélope Fillon et de son ancien suppléant Marc Joulaud, une requête devant la Cour européenne des droits de l'homme afin d'obtenir l'annulation de cette condamnation. En novembre 2024, il propose à l'Assemblée nationale de rembourser à cette dernière près de 700 000 euros sur les 10 prochaines années sur l'argent détourné qu'il a été condamné à rendre, afin d'éviter une sanction trop lourde lors du procès du 25 novembre 2024 pour redéfinir sa peine à la suite de sa condamnation. À la demande de la défense, le procès est renvoyé au 29 avril 2025. Quatre ans de prison avec sursis, 375 000 euros d'amende et 10 ans d'inéligibilité sont requis contre François Fillon. Le 17 juin 2025, François Fillon est condamné par la cour d’appel de Paris à quatre ans de prison avec sursis, 375 000 euros d’amende et cinq ans d’inéligibilité  pour détournement de fonds publics pour l'emploi fictif de son épouse.

#### Deux de ses enfants employés comme assistants parlementaires
Selon Le Canard enchaîné du 1er février 2017, Marie Fillon et Charles Fillon, deux des cinq enfants du couple Fillon, auraient perçu 84 000 euros brut pour des emplois d'assistants parlementaires quand François Fillon était sénateur, entre 2005 et 2007,. Contrairement à ce que François Fillon avait affirmé sur TF1 le 26 janvier, il n'a pu rémunérer « deux de [ses] enfants qui étaient avocats », ces derniers n'ayant pas encore prêté le serment des avocats à l'époque de son passage au Sénat.
Le 13 mars, le journal Le Parisien rapporte que les deux enfants ont reversé à François Fillon sur le compte joint du couple une partie de leur salaire d'assistants parlementaires. La défense présentée dans Le Parisien, par l'avocat de Marie Fillon, tient en deux arguments principaux : Marie Fillon a reversé une partie de ses revenus tirés de son emploi d'assistante parlementaire afin de rembourser à ses parents son mariage, notamment après que ces derniers ont assumé financièrement toutes ses études.

### Autres soupçons de détournement de fonds publics
À partir de 2017, le Parquet national financier enquête sur les conditions dans lesquelles l'assistant parlementaire Maël Renouard a été rémunéré sur des fonds publics pour écrire le livre Faire de François Fillon, publié en septembre 2015, et qui a rapporté 550 000 € à ce dernier.
Le Parquet national financier (PNF) annonce le 27 janvier 2023 que l'enquête préliminaire a été closee et ouverte récemment au contradictoire. En décembre 2024, François Fillon accepte de rembourser le salaire et les charges de son ancien assistant parlementaire, soit environ 70 000 euros. Le PNF décide donc de classer l’enquête.

### Prêt non déclaré
François Fillon perçoit, en octobre 2012, de la part de l’homme d’affaires Marc Ladreit de Lacharrière, un prêt sans intérêts de 50 000 € pour des travaux dans son manoir de Solesmes. Toutefois, ce prêt est omis dans la déclaration de patrimoine du chef du gouvernement. À la suite des révélations du Canard enchaîné de janvier 2017 concernant l'embauche de Penelope Fillon à la Revue des deux Mondes,, le prêt est rapporté au Parquet national financier par Fillon lui-même, et remboursé sans intérêts le 27 février à Ladreit de Lacharrière. Selon le Canard enchaîné du 15 mars 2017, le parquet financier s'est saisi de l'affaire.

### 2F Conseil: soupçons de conflits d’intérêts
Le 6 juin 2012, François Fillon crée sa société de conseil, « 2F Conseil », onze jours avant son élection en tant que député de Paris. Cette création s'appuie sur l'aide de la direction juridique du groupe d'assurance Axa, dont Henri de Castries, un proche, est le PDG. Bien que le directeur juridique s'inquiète de cette création in extremis, la création de 2F Conseil est validée, et Axa devient son premier client, la rémunérant entre 2012 et 2014 à hauteur de 250 000 euros. Domiciliée au cabinet de René Ricol, un autre proche, la structure effectue également des prestations pour celui-ci, de 2012 à 2017, pour un montant total de 290 000 €. Un autre proche, le milliardaire Marc Ladreit de Lacharrière, patron notamment de l'agence de notation Fitch Ratings, rémunère les conseils de cette société pour près de 100 000 €.
2F conseil a déclaré un chiffre d'affaires de 298 811 € en 2015 et un bénéfice de 10 900 € en 2015. Son activité de conseil rapporte à François Fillon 767 625 € de salaire net entre 2012 et 2015, soit près de 18 000 € par mois, 133 700 € de bénéfices qu'il touche en tant qu'unique actionnaire, et 115 000 € restés en trésorerie. François Fillon déclare à la Haute autorité pour la transparence de la vie publique pour cette activité de consultant un salaire de 70 000 € en 2012 et 142 500 € en 2013.
À l'approche de l'élection présidentielle de 2017, l'équipe de campagne du candidat refuse dans un premier temps d'apporter des précisions sur la nature des clients de 2F Conseil et les éventuels conflits d'intérêts qui pourraient en découler. Anne Méaux, la conseillère en communication du vainqueur de la primaire présidentielle des Républicains de 2016, affirme que « François Fillon ne travaille pour aucun État ni aucune société étrangère ». La clientèle étrangère a permis d’encaisser 97 000 € en 2012 et 2013, et plus rien après.
François Fillon donne finalement, le 6 février 2017, les noms de plusieurs de ses clients : Axa, Fimalac, la Banque Oddo et le Cabinet Ricol et Lasteyrie. Cette déclaration relance les suspicions de conflit d'intérêts « autour des activités de conseil du candidat LR à la présidentielle, trois de ces entreprises ayant pour point commun d'être ou d’avoir été dirigées par des personnalités proches de François Fillon ».
Le 21 février 2017, le déontologue de l'Assemblée nationale affirme que la société de conseil de François Fillon ne pose aucun problème juridique, et que, par ailleurs, François Fillon n'est pas intervenu lors des débats au Parlement en faveur du groupe d'assurances Axa, qui fait partie de ses clients. Sur le plan de la déontologie, il précise que celui-ci « n'a pris aucune position, ni signé aucun amendement » lors du débat sur la transposition en droit national de la directive européenne relative aux activités d'assurance et qu'« il n'est intervenu, de façon générale, à aucun moment sur ces questions ».

### Affaire de détournements de fonds publics du Sénat
Selon le JDD, François Fillon a perçu sept chèques de 3 000 € chacun, émis par le compte HSBC de l’Union républicaine du Sénat (URS) quand il était sénateur de la Sarthe entre 2005 et 2007. Ce montant total de 21 000 € correspondait à des reliquats de crédits d’assistants parlementaires versés à une association.
Une instruction est ouverte à partir de juillet 2012 après un signalement de Tracfin, concernant des versements réalisés par cette association de 2009 à 2012. François Fillon n'est néanmoins pas visé par l'enquête judiciaire qui concerne seulement la période postérieure à 2009. Il a quitté le Sénat en 2007 et ne peut donc être inquiété par la justice,.

### Accusations de trafic d’influence

#### Costumes de luxe reçus en cadeau
François Fillon s'est fait offrir en février 2017 deux costumes de luxe chez le tailleur Arnys, filiale de LVMH à partir de 2012 (sous la marque Berluti) et boutique chez qui s'habillent certains hommes politiques, pour un montant de 13 000 euros. D'autres costumes lui ont été également offerts depuis 2012, deux vestes forestières, un blazer, deux pantalons et deux pulls en cachemire, pour un montant total de 48 500 euros. François Fillon répond : « Un ami m'a offert des costumes en février. Et alors ? […] ce n'est pas interdit ».
Le 17 mars 2017, la presse révèle le nom de la personne qui a réglé la somme de 13 000 euros pour les deux derniers costumes : il s'agit de l'avocat franco-libanais Robert Bourgi, considéré comme l'un des piliers des réseaux de la Françafrique. Robert Bourgi et François Fillon se connaissent de longue date. En 2012, le premier s’était rapproché du second et lui avait ouvert son carnet d’adresses. En novembre 2013, il avait contribué à l’organisation de son voyage au Sénégal, puis en Côte d'Ivoire, où il entretient les meilleures relations. Bourgi avait aussi tenté, en vain, de réconcilier Fillon et Nicolas Sarkozy.
En juillet 2017, trois mois après le scrutin présidentiel, Robert Bourgi affirme sur France 2 avoir voulu se « payer » François Fillon après que celui-ci se fut montré distant avec lui. Cette révélation serait également liée aux attaques portées par Fillon contre Sarkozy, que Bourgi admire. Il réitère ses propos, en avouant en janvier 2018 sur BFM TV avoir conçu le projet de « niquer » François Fillon, ce qui lui vaudra une interdiction d'exercer son métier d'avocat pendant un an.
En 2019, François Fillon bénéficie d'un non-lieu du délit de « trafic d’influence » dans cette affaire.

#### Montres de luxe reçues en cadeau
Le 25 mars 2017, il est révélé qu'en 2009, l'homme d'affaires de nationalités italienne et suisse, Pablo Victor Dana, lui a offert une montre d'une valeur minimale de 10 000 euros. Fillon avait pourtant signé, en 2007, une circulaire demandant à ses ministres de rendre les cadeaux qu'ils reçoivent de par leurs fonctions. En 2013, alors député, il s'est vu offrir une deuxième montre de la part de Rebellion Racing.

## Détail des mandats et fonctions

### Au gouvernement
- 30 mars 1993 – 11 mai 1995 : ministre de l'Enseignement supérieur et de la Recherche dans le gouvernement Édouard Balladur
- 18 mai 1995 – 2 juin 1997 : ministre des Technologies de l'information et de la Poste, puis ministre délégué chargé de la Poste, des Télécommunications et de l'Espace dans les premier et deuxième gouvernements Alain Juppé
- 7 mai 2002 – 30 mars 2004 : ministre des Affaires sociales, du Travail et de la Solidarité, dans les premier et deuxième gouvernements Jean-Pierre Raffarin
- 31 mars 2004 – 31 mai 2005 : ministre de l'Éducation nationale, de l'Enseignement supérieur et de la Recherche dans le troisième gouvernement Jean-Pierre Raffarin
- 17 mai 2007 – 10 mai 2012 : Premier ministre
- 22 février 2012 – 10 mai 2012 : ministre de l'Écologie, du Développement durable, des Transports et du Logement

### À l’Assemblée nationale
- 1981-1986 : député de la 4e circonscription de la Sarthe
- 1986-1988 : député de la Sarthe
  - 1986-1988 : président de la commission de la Défense
- 1988-1993 : député de la 4e circonscription de la Sarthe
- 1997-2002 : député de la 4e circonscription de la Sarthe
- 2007 : député de la 4e circonscription de la Sarthe
- 2012-2017 : député de la 2e circonscription de Paris
  - 2012-2013 : président du groupe parlementaire Rassemblement-UMP

### Au Sénat
- 1er octobre 2004 – 1er novembre 2004 : sénateur de la Sarthe
- 18 septembre 2005 – 17 juin 2007 : sénateur de la Sarthe

### Au niveau local
- 1983-2001 : maire de Sablé-sur-Sarthe
- 1981-1998 : conseiller général de la Sarthe (élu dans le canton de Sablé-sur-Sarthe)
  - 1985-1992 : vice-président du conseil général de la Sarthe, chargé des affaires économiques
  - 1992-1998 : président du conseil général de la Sarthe
- 1998-2007 : conseiller régional des Pays de la Loire
  - 1998-2002 : président du conseil régional des Pays de la Loire
  - 2002-2004 : premier vice-président du conseil régional des Pays de la Loire
- 2001-2014 : conseiller municipal de Solesmes
  - 2001-2014 : conseiller communautaire de la communauté de communes de Sablé-sur-Sarthe
  - 2001-2012 : président de la communauté de communes de Sablé-sur-Sarthe

### Au sein de partis politiques
- 1997 : secrétaire national du RPR chargé des fédérations
- 1998 : porte-parole de la commission exécutive du RPR
- 1999 : secrétaire national du RPR
- 1999-2001 : conseiller politique auprès de la présidente du RPR
- 2001-2017 : président de France.9 puis de Force républicaine
- 2002 : membre fondateur de l'Union en mouvement
- 2002-2012 : président de la fédération UMP de la Sarthe
- 2004-2007 : conseiller politique à l'UMP
- 2014 : co-président de l'UMP

## Synthèse des résultats électoraux

### Élection présidentielle
| Année | Parti | Parti | 1er tour  | 1er tour | 1er tour |
| Année | Parti | Parti | Voix      | %        | Rang     |
| ----- | ----- | ----- | --------- | -------- | -------- |
| 2017  |       | LR    | 7 212 995 | 20,01    | 3eme     |

### Primaire présidentielle
| Année | Parti | Parti | 1er tour  | 1er tour | 1er tour | 2nd tour  | 2nd tour | 2nd tour | 2nd tour    |
| Année | Parti | Parti | Voix      | %        | Rang     | Voix      | %        | Issue    | Adversaire  |
| ----- | ----- | ----- | --------- | -------- | -------- | --------- | -------- | -------- | ----------- |
| 2016  |       | LR    | 1 890 266 | 44,08%   | 1er      | 2 919 874 | 66,49    | Désigné  | Alain Juppé |

### Présidence de l'UMP
| Année | Parti | Parti | Résultats | Résultats | Résultats          |
| Année | Parti | Parti | Voix      | %         | Adversaire         |
| ----- | ----- | ----- | --------- | --------- | ------------------ |
| 2012  |       | UMP   | 87 290    | 49,97     | Jean-François Copé |

### Elections législatives
| Année | Parti | Parti | Circonscription                                                  | 1er tour | 1er tour | 1er tour | 2d tour | 2d tour | 2d tour | 2d tour |
| Année | Parti | Parti | Circonscription                                                  | Voix     | %        | Rang     | Voix    | %       | Rang    | Issue   |
| ----- | ----- | ----- | ---------------------------------------------------------------- | -------- | -------- | -------- | ------- | ------- | ------- | ------- |
| 1981  |       | RPR   | 4e de la Sarthe                                                  | 26 893   | 50,14    | 1er      |         |         |         | Élu     |
| 1986  |       | RPR   | Sarthe (scrutin proportionnel départemental par liste à un tour) | 129 343  | 48,99    | 1er      | Élu     |         |         |         |
| 1988  |       | RPR   | 4e de la Sarthe                                                  | 23 752   | 51,94    | 1er      | Élu     |         |         |         |
| 1993  |       | RPR   | 4e de la Sarthe                                                  | 27 527   | 58,59    | 1er      | Élu     |         |         |         |
| 1997  |       | RPR   | 4e de la Sarthe                                                  | 20 352   | 43,35    | 1er      | 25 148  | 52,73   | 1er     | Élu     |
| 2002  |       | UMP   | 4e de la Sarthe                                                  | 25 804   | 55,21    | 1er      |         |         |         | Élu     |
| 2007  |       | UMP   | 4e de la Sarthe                                                  | 25 949   | 53,40    | 1er      | Élu     |         |         |         |
| 2012  |       | UMP   | 2e de Paris                                                      | 22 028   | 48,62    | 1er      | 23 976  | 56,46   | 1er     | Élu     |

## Décorations

### Françaises
- Grand officier de la Légion d'honneur ex officio en 2012, en tant qu'ancien Premier ministre ayant exercé ses fonctions pendant deux années au moins[438].
- Grand-croix de l'ordre national du Mérite ex officio en 2007, en tant que Premier ministre ayant exercé ses fonctions pendant plus de six mois[439]
- Commandeur de l'ordre des Palmes académiques en 2005[440],[441]

### Étrangère
- Grand cordon de l'ordre du Soleil levant (Japon, 2013)[442].
- Grand cordon de l'ordre des fleurs de Paulownia (Japon, 2008).

## Publications

### Ouvrages
- La France peut supporter la vérité, Éditions Albin Michel, coll. « Essais Doc. », 2006, 262 p. (ISBN 978-2-226-17265-5).
- Les Retraites, Michalon, 2007 (ISBN 978-2-84186-387-7).
- Faire, Paris, Éditions Albin Michel, coll. « Essais Doc. », 16 septembre 2015, 320 p. (ISBN 978-2-226-31899-2).
- Vaincre le totalitarisme islamique, Paris, Éditions Albin Michel, coll. « Essais Doc. », 26 septembre 2016, 162 p. (ISBN 978-2-226-39602-0).

### Préfaces
- Olivier Dassault, La France en majuscules, Plon, janvier 2007  (ISBN 2259205763).
- La Solitude, le combat : 26 associations témoignent, Tours, CLD éd., 2011, 215 p. (ISBN 978-2-85443-552-8).

### Articles
- François Fillon, « D'un anniversaire à l'autre », Politique étrangère, vol. 53, no 4,‎ hiver 1988, p. 831-839 (lire en ligne, consulté le 29 novembre 2016). Il évoque les 40 ans de l'OTAN.

## Loisirs et passions
Passionné par la course automobile depuis son adolescence, François Fillon admire les Austin-Healey et le pilote Jacky Ickx.
Plus tard, à la fin des années 1990, alors président du Conseil général de la Sarthe, il rachète le circuit des 24 Heures du Mans, pour le compte du département, et crée une société d'économie mixte pour organiser la course, avec comme directeur Bruno David. Il prend à cette époque ses premières leçons de pilotage avec les moniteurs de l'Automobile Club de l'Ouest.
François Fillon participe à la course du circuit Bugatti au volant d'une Peugeot 908, en 2003, aux 24 Heures du Mans Classic avec Stanislas de Sadeleer sur Ferrari 275 GTB, et ensuite au Spa Classic sur le circuit de Spa-Francorchamps au volant d'une BMW M1 puis d'une Alfa Romeo 1 300 cm3 ; et il rêve toujours d'essayer une Formule 1.
Il est membre du comité de direction des 24 Heures du Mans et de l'Automobile Club de l'Ouest (que préside son frère cadet Pierre depuis 2012). Partisan d'un Grand Prix de Formule 1 en France, il met en place en 2009 une commission « Grand Prix de France » pour ramener la Formule 1 en France à partir de 2011. François Fillon participe par ailleurs en 2015 à l'émission automobile Top Gear France sur RMC Découverte, en concourant notamment sur la piste d'essai de l'aérodrome de Brienne-le-Château pour la séquence Invités dans une voiture peu coûteuse,,.
Le 8 décembre 2017, il est nommé à la présidence de la commission constructeurs de la Fédération internationale de l’automobile (FIA).